# Deputati della XVI legislatura della Repubblica Italiana
Questo elenco riporta i nomi dei deputati della XVI legislatura della Repubblica Italiana dopo le elezioni politiche del 2008 per gruppo parlamentare di adesione nella "composizione storica".

## Gruppi

### Composizione
| Gruppi parlamentari                                                                                      | Inizio | 2008 | 2009 | 2010 | 2011 | 2012 | Fine legislatura | Differenza tra fine e inizio legislatura |
| --- | ------ | ---- | ---- | ---- | ---- | ---- | ---------------- | ---------------------------------------- |
| Il Popolo della Libertà                                                                                  | 275    | 272  | 270  | 235  | 212  | 205  | 202              | - 73                                     |
| Partito Democratico                                                                                      | 217    | 218  | 209  | 206  | 206  | 204  | 203              | - 14                                     |
| Lega Nord                                                                                                | 60     | 60   | 60   | 59   | 59   | 58   | 58               | - 2                                      |
| Unione di Centro per il Terzo Polo                                                                       | 35     | 34   | 36   | 35   | 38   | 37   | 36               | + 1                                      |
| Italia dei Valori                                                                                        | 29     | 28   | 24   | 22   | 21   | 17   | 15               | - 14                                     |
| Futuro e Libertà per il Terzo Polo                                                                       | -      | -    | -    | 32   | 25   | 25   | 24               | - 8                                      |
| Iniziativa Responsabile / Popolo e Territorio                                                            | -      | -    | -    | -    | 23   | 20   | 20               | -3                                       |
| Gruppo misto                                                                                             | 14     | 18   | 31   | 41   | 45   | 62   | 70               | +56                                      |
| • Movimento per le Autonomie-Alleati per il Sud                                                          | 8      | 8    | 5    | 4    | 3    | 4    | 4                |                                          |
| • Minoranze linguistiche                                                                                 | 3      | 3    | 3    | 3    | 3    | 3    | 3                |                                          |
| • Liberal Democratici - MAIE                                                                             | -      | 4    | 3    | 3    | 3    | 3    | 3                |                                          |
| • Alleanza per l'Italia                                                                                  | -      | -    | -    | 6    | 6    | 4    | -                |                                          |
| • Centro Democratico                                                                                     | -      | -    | -    | -    | -    | 4    | 4                |                                          |
| • Noi Sud - Popolari di Italia Domani                                                                    | -      | -    | -    | 12   | -    | -    | -                |                                          |
| • Repubblicani, Regionalisti, Popolari                                                                   | -      |      | 3    | 3    | 2    | -    | -                |                                          |
| • Repubblicani - Azionisti                                                                               | -      | -    | -    | -    | 3    | 4    | 4                |                                          |
| • Fareitalia per la Costituente Popolare                                                                 | -      | -    | -    | -    | 4    | 4    | 4                |                                          |
| • Autonomia Sud-Lega Sud Ausonia-Popoli Sovrani d'Europa                                                 | -      | -    | -    | -    | 3    | 3    | 3                |                                          |
| • Italia Libera-Popolari Italiani-Popolari per l'Europa- Liberali per l'Italia-Partito Liberale Italiano | -      | -    | -    | -    | 5    | 10   | 10               |                                          |
| • Grande Sud-PPA                                                                                         | -      | -    | -    | -    | -    | 10   | 10               |                                          |
| • Diritti e Libertà                                                                                      | -      | -    | -    | -    | -    | 4    | 5                |                                          |
| • Iniziativa Liberale                                                                                    | -      | -    | -    | -    | -    | 3    | 3                |                                          |
| • Non iscritti                                                                                           | 3      | 3    | 14   | 9    | 14   | 10   | 17               |                                          |
| Totale                                                                                                   | 630    | 630  | 630  | 630  | 630  | 630  | 630              |                                          |

### Capigruppo
| Gruppo parlamentare           | Presidente                                                                      |
| ----------------------------- | ------------------------------------------------------------------------------- |
| Futuro e Libertà per l'Italia | Italo Bocchino                                                                  |
| Il Popolo della Libertà       | Fabrizio Cicchitto                                                              |
| Partito Democratico           | Antonio Giuseppe Soro [fino al 17/11/2009] Dario Franceschini [dal 17/11/2009]  |
| Unione di Centro              | Pier Ferdinando Casini [fino al 26/04/2012] Gian Luca Galletti [dal 26/04/2012] |
| Italia dei Valori             | Massimo Donadi [fino al 06/11/2012] Antonio Borghesi [dal 06/11/2012]           |
| Lega Nord                     | Marco Giovanni Reguzzoni [fino al 26/01/2012] Gianpaolo Dozzo [dal 26/01/2012]  |
| Popolo e Territorio           | Silvano Moffa                                                                   |
| Gruppo misto                  | Siegfried Brugger                                                               |

## Ufficio di presidenza

### Presidente
- Gianfranco Fini (FLI, prima PdL)

### Vicepresidenti
- Maurizio Enzo Lupi (PdL)
- Antonio Leone (PdL)
- Rosaria Bindi (PD)
- Rocco Buttiglione (UdC)

### Questori
- Francesco Colucci (PdL)
- Antonio Mazzocchi (PdL)
- Gabriele Albonetti (PD)

### Segretari
- Giuseppe Fallica (GS)
- Gregorio Fontana (PdL)
- Donato Lamorte (FLI)
- Lorena Milanato (PdL)
- Domenico Lucà (PD)
- Renzo Lusetti (UdC)
- Emilia Grazia De Biasi (PD)
- Gianpiero Bocci (PD)
- Silvana Mura (IdV)
- Giacomo Stucchi (Lega)
- Angelo Salvatore Lombardo (Misto)
- Michele Pisacane (Misto)
- Guido Dussin (Lega)

## Composizione storica
| Deputato                         | Circoscrizione                               | Gruppo a inizio legislatura (lista di elezione) | Gruppo a inizio legislatura (lista di elezione) |
| -------------------------------- | -------------------------------------------- | ----------------------------------------------- | ----------------------------------------------- |
| Gian Carlo Abelli                | Lombardia 3                                  |                                                 | Il Popolo della Libertà                         |
| Ignazio Abrignani                | Marche                                       |                                                 | Il Popolo della Libertà                         |
| Ferdinando Adornato              | Abruzzo                                      |                                                 | Unione di Centro                                |
| Luciano Agostini                 | Marche                                       |                                                 | Partito Democratico                             |
| Gabriele Albonetti               | Emilia-Romagna                               |                                                 | Partito Democratico                             |
| Giovanni Alemanno                | Lazio 1                                      |                                                 | Il Popolo della Libertà                         |
| Angelo Alessandri                | Emilia-Romagna                               |                                                 | Lega Nord                                       |
| Angelino Alfano                  | Sicilia 1                                    |                                                 | Il Popolo della Libertà                         |
| Gioacchino Alfano                | Campania 1                                   |                                                 | Il Popolo della Libertà                         |
| Stefano Allasia                  | Piemonte 1                                   |                                                 | Lega Nord                                       |
| Sesa Amici                       | Lazio 2                                      |                                                 | Partito Democratico                             |
| Giuseppe Angeli                  | Estero - America meridionale                 |                                                 | Il Popolo della Libertà                         |
| Antonio Angelucci                | Lombardia 2                                  |                                                 | Il Popolo della Libertà                         |
| Roberto Antonione                | Friuli-Venezia Giulia                        |                                                 | Il Popolo della Libertà                         |
| Valentina Aprea                  | Lombardia 1                                  |                                                 | Il Popolo della Libertà                         |
| Francesco Aracri                 | Lazio 2                                      |                                                 | Il Popolo della Libertà                         |
| Sabatino Aracu                   | Abruzzo                                      |                                                 | Il Popolo della Libertà                         |
| Ileana Argentin                  | Lazio 1                                      |                                                 | Partito Democratico                             |
| Maria Teresa Armosino            | Piemonte 2                                   |                                                 | Il Popolo della Libertà                         |
| Filippo Ascierto                 | Veneto 1                                     |                                                 | Il Popolo della Libertà                         |
| Mario Baccini                    | Lazio 1                                      |                                                 | Gruppo misto (UDC)                              |
| Giovanni Battista Bachelet       | Lazio 1                                      |                                                 | Partito Democratico                             |
| Simone Baldelli                  | Marche                                       |                                                 | Il Popolo della Libertà                         |
| Maurizio Balocchi                | Liguria                                      |                                                 | Lega Nord                                       |
| Lucio Barani                     | Toscana                                      |                                                 | Il Popolo della Libertà                         |
| Vincenzo Barba                   | Puglia                                       |                                                 | Il Popolo della Libertà                         |
| Luca Barbareschi                 | Sardegna                                     |                                                 | Il Popolo della Libertà                         |
| Claudio Barbaro                  | Marche                                       |                                                 | Il Popolo della Libertà                         |
| Francesco Barbato                | Campania 1                                   |                                                 | Italia dei Valori                               |
| Mario Barbi                      | Piemonte 2                                   |                                                 | Partito Democratico                             |
| Emerenzio Barbieri               | Emilia-Romagna                               |                                                 | Il Popolo della Libertà                         |
| Pier Paolo Baretta               | Veneto 2                                     |                                                 | Partito Democratico                             |
| Viviana Beccalossi               | Lombardia 2                                  |                                                 | Il Popolo della Libertà                         |
| Elio Vittorio Belcastro          | Calabria                                     |                                                 | Gruppo misto/MpA                                |
| Teresa Bellanova                 | Puglia                                       |                                                 | Partito Democratico                             |
| Luca Bellotti                    | Veneto 1                                     |                                                 | Il Popolo della Libertà                         |
| Marco Beltrandi                  | Emilia-Romagna                               |                                                 | Partito Democratico                             |
| Gianluca Benamati                | Emilia-Romagna                               |                                                 | Partito Democratico                             |
| Amato Berardi                    | Estero - America settentrionale e centrale   |                                                 | Il Popolo della Libertà                         |
| Deborah Bergamini                | Toscana                                      |                                                 | Il Popolo della Libertà                         |
| Silvio Berlusconi                | Molise                                       |                                                 | Il Popolo della Libertà                         |
| Rita Bernardini                  | Sicilia 2                                    |                                                 | Partito Democratico                             |
| Maurizio Bernardo                | Lombardia 3                                  |                                                 | Il Popolo della Libertà                         |
| Anna Maria Bernini               | Emilia-Romagna                               |                                                 | Il Popolo della Libertà                         |
| Giuseppe Berretta                | Sicilia 2                                    |                                                 | Partito Democratico                             |
| Massimo Maria Berruti            | Lombardia 2                                  |                                                 | Il Popolo della Libertà                         |
| Pier Luigi Bersani               | Emilia-Romagna                               |                                                 | Partito Democratico                             |
| Isabella Bertolini               | Emilia-Romagna                               |                                                 | Il Popolo della Libertà                         |
| Michaela Biancofiore             | Campania 2                                   |                                                 | Il Popolo della Libertà                         |
| Maurizio Bianconi                | Toscana                                      |                                                 | Il Popolo della Libertà                         |
| Sandro Biasotti                  | Liguria                                      |                                                 | Il Popolo della Libertà                         |
| Francesco Biava                  | Emilia-Romagna                               |                                                 | Il Popolo della Libertà                         |
| Rosy Bindi                       | Toscana                                      |                                                 | Partito Democratico                             |
| Paola Binetti                    | Lombardia 2                                  |                                                 | Partito Democratico                             |
| Massimo Bitonci                  | Veneto 1                                     |                                                 | Lega Nord                                       |
| Luigi Bobba                      | Piemonte 2                                   |                                                 | Partito Democratico                             |
| Italo Bocchino                   | Campania 1                                   |                                                 | Il Popolo della Libertà                         |
| Gianpiero Bocci                  | Umbria                                       |                                                 | Partito Democratico                             |
| Francesco Boccia                 | Puglia                                       |                                                 | Partito Democratico                             |
| Mariella Bocciardo               | Lombardia 1                                  |                                                 | Il Popolo della Libertà                         |
| Antonio Boccuzzi                 | Piemonte 1                                   |                                                 | Partito Democratico                             |
| Costantino Boffa                 | Campania 2                                   |                                                 | Partito Democratico                             |
| Paolo Bonaiuti                   | Toscana                                      |                                                 | Il Popolo della Libertà                         |
| Fulvio Bonavitacola              | Campania 2                                   |                                                 | Partito Democratico                             |
| Alessio Bonciani                 | Toscana                                      |                                                 | Il Popolo della Libertà                         |
| Giulia Bongiorno                 | Lazio 1                                      |                                                 | Il Popolo della Libertà                         |
| Guido Bonino                     | Liguria                                      |                                                 | Lega Nord                                       |
| Margherita Boniver               | Piemonte 1                                   |                                                 | Il Popolo della Libertà                         |
| Michele Bordo                    | Puglia                                       |                                                 | Partito Democratico                             |
| Antonio Borghesi                 | Veneto 1                                     |                                                 | Italia dei Valori                               |
| Francesco Bosi                   | Toscana                                      |                                                 | Unione di Centro                                |
| Luisa Bossa                      | Campania 1                                   |                                                 | Partito Democratico                             |
| Umberto Bossi                    | Lombardia 1                                  |                                                 | Lega Nord                                       |
| Chiara Braga                     | Lombardia 2                                  |                                                 | Partito Democratico                             |
| Matteo Bragantini                | Veneto 1                                     |                                                 | Lega Nord                                       |
| Michela Vittoria Brambilla       | Emilia-Romagna                               |                                                 | Il Popolo della Libertà                         |
| Aldo Brancher                    | Veneto 1                                     |                                                 | Il Popolo della Libertà                         |
| Sandro Brandolini                | Emilia-Romagna                               |                                                 | Partito Democratico                             |
| Alessandro Bratti                | Emilia-Romagna                               |                                                 | Partito Democratico                             |
| Gianclaudio Bressa               | Trentino-Alto Adige                          |                                                 | Partito Democratico                             |
| Matteo Brigandì                  | Marche                                       |                                                 | Lega Nord                                       |
| Carmelo Briguglio                | Sicilia 2                                    |                                                 | Il Popolo della Libertà                         |
| Siegfried Brugger                | Trentino-Alto Adige                          |                                                 | Gruppo misto/SVP                                |
| Renato Brunetta                  | Veneto 2                                     |                                                 | Il Popolo della Libertà                         |
| Donato Bruno                     | Puglia                                       |                                                 | Il Popolo della Libertà                         |
| Gino Bucchino                    | Estero - America settentrionale e centrale   |                                                 | Partito Democratico                             |
| Gianluca Buonanno                | Piemonte 2                                   |                                                 | Lega Nord                                       |
| Antonio Buonfiglio               | Puglia                                       |                                                 | Il Popolo della Libertà                         |
| Giovanni Burtone                 | Sicilia 2                                    |                                                 | Partito Democratico                             |
| Rocco Buttiglione                | Puglia                                       |                                                 | Unione di Centro                                |
| Giuseppe Calderisi               | Puglia                                       |                                                 | Il Popolo della Libertà                         |
| Stefano Caldoro                  | Campania 1                                   |                                                 | Il Popolo della Libertà                         |
| Massimo Calearo                  | Veneto 1                                     |                                                 | Partito Democratico                             |
| Marco Calgaro                    | Piemonte 1                                   |                                                 | Partito Democratico                             |
| Corrado Callegari                | Veneto 2                                     |                                                 | Lega Nord                                       |
| Giulio Calvisi                   | Sardegna                                     |                                                 | Partito Democratico                             |
| Renato Cambursano                | Piemonte 2                                   |                                                 | Italia dei Valori                               |
| Cinzia Capano                    | Puglia                                       |                                                 | Partito Democratico                             |
| Davide Carlo Caparini            | Lombardia 2                                  |                                                 | Lega Nord                                       |
| Luisa Capitanio Santolini        | Veneto 2                                     |                                                 | Unione di Centro                                |
| Angelo Capodicasa                | Sicilia 1                                    |                                                 | Partito Democratico                             |
| Daniela Cardinale                | Sicilia 1                                    |                                                 | Partito Democratico                             |
| Renzo Carella                    | Lazio 1                                      |                                                 | Partito Democratico                             |
| Mara Carfagna                    | Campania 2                                   |                                                 | Il Popolo della Libertà                         |
| Gabriella Carlucci               | Puglia                                       |                                                 | Il Popolo della Libertà                         |
| Enzo Carra                       | Sicilia 1                                    |                                                 | Partito Democratico                             |
| Marco Carra                      | Lombardia 3                                  |                                                 | Partito Democratico                             |
| Luigi Casero                     | Lombardia 1                                  |                                                 | Il Popolo della Libertà                         |
| Pier Ferdinando Casini           | Liguria                                      |                                                 | Unione di Centro                                |
| Roberto Cassinelli               | Liguria                                      |                                                 | Il Popolo della Libertà                         |
| Pierluigi Castagnetti            | Emilia-Romagna                               |                                                 | Partito Democratico                             |
| Carla Castellani                 | Abruzzo                                      |                                                 | Il Popolo della Libertà                         |
| Giuseppina Castiello             | Campania 1                                   |                                                 | Il Popolo della Libertà                         |
| Basilio Catanoso                 | Sicilia 2                                    |                                                 | Il Popolo della Libertà                         |
| Giampiero Catone                 | Campania 1                                   |                                                 | Il Popolo della Libertà                         |
| Marco Causi                      | Sicilia 2                                    |                                                 | Partito Democratico                             |
| Mario Cavallaro                  | Marche                                       |                                                 | Partito Democratico                             |
| Giuliano Cazzola                 | Emilia-Romagna                               |                                                 | Il Popolo della Libertà                         |
| Fiorella Ceccacci Rubino         | Lazio 1                                      |                                                 | Il Popolo della Libertà                         |
| Franco Ceccuzzi                  | Toscana                                      |                                                 | Partito Democratico                             |
| Susanna Cenni                    | Toscana                                      |                                                 | Partito Democratico                             |
| Elena Centemero                  | Lombardia 1                                  |                                                 | Il Popolo della Libertà                         |
| Angelo Cera                      | Puglia                                       |                                                 | Unione di Centro                                |
| Remigio Ceroni                   | Marche                                       |                                                 | Il Popolo della Libertà                         |
| Lorenzo Cesa                     | Puglia                                       |                                                 | Unione di Centro                                |
| Bruno Cesario                    | Campania 1                                   |                                                 | Partito Democratico                             |
| Luigi Cesaro                     | Campania 1                                   |                                                 | Il Popolo della Libertà                         |
| Giacomo Chiappori                | Lombardia 1                                  |                                                 | Lega Nord                                       |
| Amedeo Ciccanti                  | Marche                                       |                                                 | Unione di Centro                                |
| Fabrizio Cicchitto               | Lazio 1                                      |                                                 | Il Popolo della Libertà                         |
| Carlo Ciccioli                   | Marche                                       |                                                 | Il Popolo della Libertà                         |
| Salvatore Cicu                   | Sardegna                                     |                                                 | Il Popolo della Libertà                         |
| Gabriele Cimadoro                | Lombardia 1                                  |                                                 | Italia dei Valori                               |
| Luciano Ciocchetti               | Lazio 2                                      |                                                 | Unione di Centro                                |
| Edmondo Cirielli                 | Campania 2                                   |                                                 | Il Popolo della Libertà                         |
| Pasquale Ciriello                | Campania 1                                   |                                                 | Partito Democratico                             |
| Lucia Codurelli                  | Lombardia 2                                  |                                                 | Partito Democratico                             |
| Matteo Colaninno                 | Lombardia 1                                  |                                                 | Partito Democratico                             |
| Furio Colombo                    | Lombardia 1                                  |                                                 | Partito Democratico                             |
| Francesco Colucci                | Lombardia 1                                  |                                                 | Il Popolo della Libertà                         |
| Silvana Comaroli                 | Lombardia 2                                  |                                                 | Lega Nord                                       |
| Roberto Mario Sergio Commercio   | Sicilia 2                                    |                                                 | Gruppo misto/MpA                                |
| Angelo Compagnon                 | Friuli-Venezia Giulia                        |                                                 | Unione di Centro                                |
| Anna Paola Concia                | Puglia                                       |                                                 | Partito Democratico                             |
| Nunziante Consiglio              | Lombardia 2                                  |                                                 | Lega Nord                                       |
| Giuseppe Consolo                 | Lazio 1                                      |                                                 | Il Popolo della Libertà                         |
| Gianfranco Conte                 | Lazio 2                                      |                                                 | Il Popolo della Libertà                         |
| Manlio Contento                  | Friuli-Venezia Giulia                        |                                                 | Il Popolo della Libertà                         |
| Massimo Corsaro                  | Lombardia 3                                  |                                                 | Il Popolo della Libertà                         |
| Paolo Corsini                    | Lombardia 2                                  |                                                 | Partito Democratico                             |
| Maria Coscia                     | Lazio 1                                      |                                                 | Partito Democratico                             |
| Nicola Cosentino                 | Campania 2                                   |                                                 | Il Popolo della Libertà                         |
| Giulia Cosenza                   | Campania 2                                   |                                                 | Il Popolo della Libertà                         |
| Giuseppe Cossiga                 | Sardegna                                     |                                                 | Il Popolo della Libertà                         |
| Enrico Costa                     | Piemonte 2                                   |                                                 | Il Popolo della Libertà                         |
| Carlo Costantini                 | Abruzzo                                      |                                                 | Italia dei Valori                               |
| Roberto Cota                     | Piemonte 2                                   |                                                 | Lega Nord                                       |
| Stefania Craxi                   | Lombardia 1                                  |                                                 | Il Popolo della Libertà                         |
| Rocco Crimi                      | Lazio 2                                      |                                                 | Il Popolo della Libertà                         |
| Nicolò Cristaldi                 | Sicilia 1                                    |                                                 | Il Popolo della Libertà                         |
| Guido Crosetto                   | Piemonte 1                                   |                                                 | Il Popolo della Libertà                         |
| Jonny Crosio                     | Lombardia 2                                  |                                                 | Lega Nord                                       |
| Antonio Cuomo                    | Campania 2                                   |                                                 | Partito Democratico                             |
| Giovanni Cuperlo                 | Toscana                                      |                                                 | Partito Democratico                             |
| Manuela Dal Lago                 | Veneto 1                                     |                                                 | Lega Nord                                       |
| Gian Pietro Dal Moro             | Veneto 1                                     |                                                 | Partito Democratico                             |
| Massimo D'Alema                  | Puglia                                       |                                                 | Partito Democratico                             |
| Cesare Damiano                   | Piemonte 2                                   |                                                 | Partito Democratico                             |
| Claudio D'Amico                  | Lombardia 1                                  |                                                 | Lega Nord                                       |
| Olga D'Antona                    | Campania 1                                   |                                                 | Partito Democratico                             |
| Sergio D'Antoni                  | Sicilia 1                                    |                                                 | Partito Democratico                             |
| Marcello De Angelis              | Abruzzo                                      |                                                 | Il Popolo della Libertà                         |
| Emilia Grazia De Biasi           | Lombardia 1                                  |                                                 | Partito Democratico                             |
| Sabrina De Camillis              | Molise                                       |                                                 | Il Popolo della Libertà                         |
| Riccardo De Corato               | Lombardia 1                                  |                                                 | Il Popolo della Libertà                         |
| Nunzia De Girolamo               | Campania 2                                   |                                                 | Il Popolo della Libertà                         |
| Francesco De Luca                | Veneto 1                                     |                                                 | Il Popolo della Libertà                         |
| Paola De Micheli                 | Emilia-Romagna                               |                                                 | Partito Democratico                             |
| Melania De Nichilo Rizzoli       | Lazio 1                                      |                                                 | Il Popolo della Libertà                         |
| Rosa De Pasquale                 | Toscana                                      |                                                 | Partito Democratico                             |
| Antonio De Poli                  | Veneto 1                                     |                                                 | Unione di Centro                                |
| Letizia De Torre                 | Marche                                       |                                                 | Partito Democratico                             |
| Maurizio Del Tenno               | Trentino-Alto Adige                          |                                                 | Il Popolo della Libertà                         |
| Teresio Delfino                  | Piemonte 2                                   |                                                 | Unione di Centro                                |
| Benedetto Della Vedova           | Piemonte 1                                   |                                                 | Il Popolo della Libertà                         |
| Giovanni Dell'Elce               | Abruzzo                                      |                                                 | Il Popolo della Libertà                         |
| Aldo Di Biagio                   | Estero - Europa                              |                                                 | Il Popolo della Libertà                         |
| Simeone Di Cagno Abbrescia       | Puglia                                       |                                                 | Il Popolo della Libertà                         |
| Marcello Di Caterina             | Campania 1                                   |                                                 | Il Popolo della Libertà                         |
| Manuela Di Centa                 | Trentino-Alto Adige                          |                                                 | Il Popolo della Libertà                         |
| Anita Di Giuseppe                | Lombardia 1                                  |                                                 | Italia dei Valori                               |
| Antonio Di Pietro                | Molise                                       |                                                 | Italia dei Valori                               |
| Domenico Di Virgilio             | Lazio 1                                      |                                                 | Il Popolo della Libertà                         |
| Giovanni Dima                    | Calabria                                     |                                                 | Il Popolo della Libertà                         |
| Vittoria D'Incecco               | Abruzzo                                      |                                                 | Partito Democratico                             |
| Armando Dionisi                  | Lazio 1                                      |                                                 | Unione di Centro                                |
| Ida D'Ippolito Vitale            | Calabria                                     |                                                 | Il Popolo della Libertà                         |
| Antonio Distaso                  | Puglia                                       |                                                 | Il Popolo della Libertà                         |
| Francesco Divella                | Puglia                                       |                                                 | Il Popolo della Libertà                         |
| Massimo Donadi                   | Veneto 2                                     |                                                 | Italia dei Valori                               |
| Gianpaolo Dozzo                  | Veneto 2                                     |                                                 | Lega Nord                                       |
| Giuseppe Drago                   | Sicilia 2                                    |                                                 | Unione di Centro                                |
| Lino Duilio                      | Lombardia 1                                  |                                                 | Partito Democratico                             |
| Guido Dussin                     | Veneto 2                                     |                                                 | Lega Nord                                       |
| Luciano Dussin                   | Veneto 2                                     |                                                 | Lega Nord                                       |
| Stefano Esposito                 | Piemonte 1                                   |                                                 | Partito Democratico                             |
| Fabio Evangelisti                | Toscana                                      |                                                 | Italia dei Valori                               |
| Paolo Fadda                      | Sardegna                                     |                                                 | Partito Democratico                             |
| Monica Faenzi                    | Toscana                                      |                                                 | Il Popolo della Libertà                         |
| Giuseppe Fallica                 | Sicilia 1                                    |                                                 | Il Popolo della Libertà                         |
| Maria Antonietta Farina Coscioni | Friuli-Venezia Giulia                        |                                                 | Partito Democratico                             |
| Gianni Farina                    | Estero - Europa                              |                                                 | Partito Democratico                             |
| Renato Farina                    | Lombardia 2                                  |                                                 | Il Popolo della Libertà                         |
| Enrico Farinone                  | Lombardia 1                                  |                                                 | Partito Democratico                             |
| Piero Fassino                    | Piemonte 1                                   |                                                 | Partito Democratico                             |
| Giovanni Fava                    | Lombardia 3                                  |                                                 | Lega Nord                                       |
| David Favia                      | Marche                                       |                                                 | Italia dei Valori                               |
| Marco Fedi                       | Estero - Africa - Asia - Oceania - Antartide |                                                 | Partito Democratico                             |
| Massimiliano Fedriga             | Friuli-Venezia Giulia                        |                                                 | Lega Nord                                       |
| Donatella Ferranti               | Lazio 2                                      |                                                 | Partito Democratico                             |
| Pierangelo Ferrari               | Lombardia 2                                  |                                                 | Partito Democratico                             |
| Emanuele Fiano                   | Lombardia 1                                  |                                                 | Partito Democratico                             |
| Gianfranco Fini                  | Emilia-Romagna                               |                                                 | Il Popolo della Libertà                         |
| Massimo Fiorio                   | Piemonte 2                                   |                                                 | Partito Democratico                             |
| Giuseppe Fioroni                 | Lazio 2                                      |                                                 | Partito Democratico                             |
| Raffaele Fitto                   | Puglia                                       |                                                 | Il Popolo della Libertà                         |
| Alberto Fluvi                    | Toscana                                      |                                                 | Partito Democratico                             |
| Giampaolo Fogliardi              | Veneto 1                                     |                                                 | Partito Democratico                             |
| Sebastiano Fogliato              | Piemonte 2                                   |                                                 | Lega Nord                                       |
| Fulvio Follegot                  | Friuli-Venezia Giulia                        |                                                 | Lega Nord                                       |
| Gregorio Fontana                 | Lombardia 2                                  |                                                 | Il Popolo della Libertà                         |
| Vincenzo Fontana                 | Sicilia 1                                    |                                                 | Il Popolo della Libertà                         |
| Paolo Fontanelli                 | Toscana                                      |                                                 | Partito Democratico                             |
| Gianluca Forcolin                | Veneto 2                                     |                                                 | Lega Nord                                       |
| Nicola Formichella               | Campania 2                                   |                                                 | Il Popolo della Libertà                         |
| Aniello Formisano                | Campania 1                                   |                                                 | Italia dei Valori                               |
| Anna Teresa Formisano            | Lombardia 3                                  |                                                 | Unione di Centro                                |
| Antonino Foti                    | Calabria                                     |                                                 | Il Popolo della Libertà                         |
| Tommaso Foti                     | Emilia-Romagna                               |                                                 | Il Popolo della Libertà                         |
| Dario Franceschini               | Emilia-Romagna                               |                                                 | Partito Democratico                             |
| Pietro Franzoso                  | Puglia                                       |                                                 | Il Popolo della Libertà                         |
| Paola Frassinetti                | Lombardia 1                                  |                                                 | Il Popolo della Libertà                         |
| Franco Frattini                  | Friuli-Venezia Giulia                        |                                                 | Il Popolo della Libertà                         |
| Laura Froner                     | Trentino-Alto Adige                          |                                                 | Partito Democratico                             |
| Benedetto Francesco Fucci        | Puglia                                       |                                                 | Il Popolo della Libertà                         |
| Maurizio Fugatti                 | Trentino-Alto Adige                          |                                                 | Lega Nord                                       |
| Antonio Gaglione                 | Puglia                                       |                                                 | Partito Democratico                             |
| Giuseppe Galati                  | Calabria                                     |                                                 | Il Popolo della Libertà                         |
| Gian Luca Galletti               | Emilia-Romagna                               |                                                 | Unione di Centro                                |
| Fabio Garagnani                  | Emilia-Romagna                               |                                                 | Il Popolo della Libertà                         |
| Laura Garavini                   | Estero - Europa                              |                                                 | Partito Democratico                             |
| Vincenzo Garofalo                | Sicilia 2                                    |                                                 | Il Popolo della Libertà                         |
| Francesco Saverio Garofani       | Liguria                                      |                                                 | Partito Democratico                             |
| Enrico Gasbarra                  | Lazio 1                                      |                                                 | Partito Democratico                             |
| Maria Grazia Gatti               | Toscana                                      |                                                 | Partito Democratico                             |
| Fabio Gava                       | Veneto 2                                     |                                                 | Il Popolo della Libertà                         |
| Mariastella Gelmini              | Lombardia 2                                  |                                                 | Il Popolo della Libertà                         |
| Francantonio Genovese            | Sicilia 2                                    |                                                 | Partito Democratico                             |
| Paolo Gentiloni                  | Lazio 1                                      |                                                 | Partito Democratico                             |
| Antonino Salvatore Germanà       | Sicilia 2                                    |                                                 | Il Popolo della Libertà                         |
| Niccolò Ghedini                  | Veneto 1                                     |                                                 | Il Popolo della Libertà                         |
| Agostino Ghiglia                 | Piemonte 1                                   |                                                 | Il Popolo della Libertà                         |
| Manuela Ghizzoni                 | Emilia-Romagna                               |                                                 | Partito Democratico                             |
| Roberto Giachetti                | Lazio 1                                      |                                                 | Partito Democratico                             |
| Antonello Giacomelli             | Toscana                                      |                                                 | Partito Democratico                             |
| Sestino Giacomoni                | Lazio 1                                      |                                                 | Il Popolo della Libertà                         |
| Gabriella Giammanco              | Sicilia 1                                    |                                                 | Il Popolo della Libertà                         |
| Andrea Gibelli                   | Lombardia 3                                  |                                                 | Lega Nord                                       |
| Vincenzo Gibiino                 | Sicilia 2                                    |                                                 | Il Popolo della Libertà                         |
| Franco Gidoni                    | Veneto 2                                     |                                                 | Lega Nord                                       |
| Dario Ginefra                    | Puglia                                       |                                                 | Partito Democratico                             |
| Tommaso Ginoble                  | Abruzzo                                      |                                                 | Partito Democratico                             |
| Alberto Giorgetti                | Veneto 1                                     |                                                 | Il Popolo della Libertà                         |
| Giancarlo Giorgetti              | Lombardia 1                                  |                                                 | Lega Nord                                       |
| Oriano Giovanelli                | Marche                                       |                                                 | Partito Democratico                             |
| Rocco Girlanda                   | Umbria                                       |                                                 | Il Popolo della Libertà                         |
| Francesco Giro                   | Lazio 1                                      |                                                 | Il Popolo della Libertà                         |
| Gaspare Giudice                  | Sicilia 1                                    |                                                 | Il Popolo della Libertà                         |
| Giuseppe Giulietti               | Piemonte 1                                   |                                                 | Italia dei Valori                               |
| Marialuisa Gnecchi               | Trentino-Alto Adige                          |                                                 | Partito Democratico                             |
| Paola Goisis                     | Veneto 1                                     |                                                 | Lega Nord                                       |
| Lella Golfo                      | Calabria                                     |                                                 | Il Popolo della Libertà                         |
| Isidoro Gottardo                 | Friuli-Venezia Giulia                        |                                                 | Il Popolo della Libertà                         |
| Sandro Gozi                      | Umbria                                       |                                                 | Partito Democratico                             |
| Fabio Granata                    | Sicilia 2                                    |                                                 | Il Popolo della Libertà                         |
| Gero Grassi                      | Puglia                                       |                                                 | Partito Democratico                             |
| Stefano Graziano                 | Campania 2                                   |                                                 | Partito Democratico                             |
| Ugo Grimaldi                     | Sicilia 2                                    |                                                 | Il Popolo della Libertà                         |
| Paolo Grimoldi                   | Lombardia 1                                  |                                                 | Lega Nord                                       |
| Paolo Guzzanti                   | Lazio 1                                      |                                                 | Il Popolo della Libertà                         |
| Giorgio Holzmann                 | Trentino-Alto Adige                          |                                                 | Il Popolo della Libertà                         |
| Arturo Iannaccone                | Campania 2                                   |                                                 | Gruppo misto/MpA                                |
| Antonello Iannarilli             | Lazio 2                                      |                                                 | Il Popolo della Libertà                         |
| Tino Iannuzzi                    | Campania 2                                   |                                                 | Partito Democratico                             |
| Maurizio Iapicca                 | Campania 1                                   |                                                 | Il Popolo della Libertà                         |
| Giorgio Jannone                  | Lombardia 2                                  |                                                 | Il Popolo della Libertà                         |
| Antonio La Forgia                | Emilia-Romagna                               |                                                 | Partito Democratico                             |
| Enrico La Loggia                 | Sicilia 1                                    |                                                 | Il Popolo della Libertà                         |
| Giorgio La Malfa                 | Marche                                       |                                                 | Il Popolo della Libertà                         |
| Ignazio La Russa                 | Lombardia 1                                  |                                                 | Il Popolo della Libertà                         |
| Amedeo Laboccetta                | Campania 1                                   |                                                 | Il Popolo della Libertà                         |
| Pietro Laffranco                 | Umbria                                       |                                                 | Il Popolo della Libertà                         |
| Maria Grazia Laganà              | Calabria                                     |                                                 | Partito Democratico                             |
| Giorgio Lainati                  | Emilia-Romagna                               |                                                 | Il Popolo della Libertà                         |
| Donato Lamorte                   | Basilicata                                   |                                                 | Il Popolo della Libertà                         |
| Mario Landolfi                   | Campania 2                                   |                                                 | Il Popolo della Libertà                         |
| Manuela Lanzarin                 | Veneto 1                                     |                                                 | Lega Nord                                       |
| Linda Lanzillotta                | Lombardia 1                                  |                                                 | Partito Democratico                             |
| Francesco Laratta                | Calabria                                     |                                                 | Partito Democratico                             |
| Luigi Lazzari                    | Puglia                                       |                                                 | Il Popolo della Libertà                         |
| Nicola Leanza                    | Sicilia 1                                    |                                                 | Gruppo misto/MpA                                |
| Giancarlo Lehner                 | Campania 2                                   |                                                 | Il Popolo della Libertà                         |
| Donata Lenzi                     | Emilia-Romagna                               |                                                 | Partito Democratico                             |
| Maurizio Leo                     | Piemonte 1                                   |                                                 | Il Popolo della Libertà                         |
| Antonio Leone                    | Puglia                                       |                                                 | Il Popolo della Libertà                         |
| Enrico Letta                     | Lombardia 2                                  |                                                 | Partito Democratico                             |
| Ricardo Franco Levi              | Sicilia 2                                    |                                                 | Partito Democratico                             |
| Mauro Libè                       | Emilia-Romagna                               |                                                 | Unione di Centro                                |
| Ugo Lisi                         | Puglia                                       |                                                 | Il Popolo della Libertà                         |
| Carmelo Lo Monte                 | Sicilia 2                                    |                                                 | Gruppo misto/MpA                                |
| Doris Lo Moro                    | Calabria                                     |                                                 | Partito Democratico                             |
| Antonino Lo Presti               | Sicilia 1                                    |                                                 | Il Popolo della Libertà                         |
| Giovanni Lolli                   | Abruzzo                                      |                                                 | Partito Democratico                             |
| Angelo Lombardo                  | Sicilia 2                                    |                                                 | Gruppo misto/MpA                                |
| Beatrice Lorenzin                | Lazio 1                                      |                                                 | Il Popolo della Libertà                         |
| Alberto Losacco                  | Puglia                                       |                                                 | Partito Democratico                             |
| Mario Lovelli                    | Piemonte 2                                   |                                                 | Partito Democratico                             |
| Mimmo Lucà                       | Piemonte 1                                   |                                                 | Partito Democratico                             |
| Andrea Lulli                     | Toscana                                      |                                                 | Partito Democratico                             |
| Pietro Lunardi                   | Emilia-Romagna                               |                                                 | Il Popolo della Libertà                         |
| Antonio Luongo                   | Basilicata                                   |                                                 | Partito Democratico                             |
| Maurizio Lupi                    | Lombardia 1                                  |                                                 | Il Popolo della Libertà                         |
| Renzo Lusetti                    | Lombardia 2                                  |                                                 | Partito Democratico                             |
| Carolina Lussana                 | Lombardia 2                                  |                                                 | Lega Nord                                       |
| Elena Maccanti                   | Piemonte 1                                   |                                                 | Lega Nord                                       |
| Marianna Madia                   | Lazio 1                                      |                                                 | Partito Democratico                             |
| Gennaro Malgieri                 | Campania 2                                   |                                                 | Il Popolo della Libertà                         |
| Gianni Mancuso                   | Piemonte 2                                   |                                                 | Il Popolo della Libertà                         |
| Calogero Mannino                 | Sicilia 1                                    |                                                 | Unione di Centro                                |
| Barbara Mannucci                 | Puglia                                       |                                                 | Il Popolo della Libertà                         |
| Pierluigi Mantini                | Lombardia 1                                  |                                                 | Partito Democratico                             |
| Alfredo Mantovano                | Puglia                                       |                                                 | Il Popolo della Libertà                         |
| Alessandro Maran                 | Friuli-Venezia Giulia                        |                                                 | Partito Democratico                             |
| Daniele Marantelli               | Lombardia 2                                  |                                                 | Partito Democratico                             |
| Maino Marchi                     | Emilia-Romagna                               |                                                 | Partito Democratico                             |
| Massimo Marchignoli              | Emilia-Romagna                               |                                                 | Partito Democratico                             |
| Elisa Marchioni                  | Emilia-Romagna                               |                                                 | Partito Democratico                             |
| Salvatore Margiotta              | Basilicata                                   |                                                 | Partito Democratico                             |
| Raffaella Mariani                | Toscana                                      |                                                 | Partito Democratico                             |
| Giuseppe Marinello               | Sicilia 1                                    |                                                 | Il Popolo della Libertà                         |
| Cesare Marini                    | Calabria                                     |                                                 | Partito Democratico                             |
| Giulio Marini                    | Lazio 2                                      |                                                 | Il Popolo della Libertà                         |
| Roberto Maroni                   | Lombardia 2                                  |                                                 | Lega Nord                                       |
| Siro Marrocu                     | Sardegna                                     |                                                 | Partito Democratico                             |
| Marco Marsilio                   | Lazio 1                                      |                                                 | Il Popolo della Libertà                         |
| Andrea Martella                  | Veneto 2                                     |                                                 | Partito Democratico                             |
| Marco Martinelli                 | Toscana                                      |                                                 | Il Popolo della Libertà                         |
| Francesca Martini                | Veneto 1                                     |                                                 | Lega Nord                                       |
| Antonio Martino                  | Sicilia 2                                    |                                                 | Il Popolo della Libertà                         |
| Pierdomenico Martino             | Sicilia 1                                    |                                                 | Partito Democratico                             |
| Margherita Angela Mastromauro    | Puglia                                       |                                                 | Partito Democratico                             |
| Donella Mattesini                | Toscana                                      |                                                 | Partito Democratico                             |
| Eugenio Mazzarella               | Campania 1                                   |                                                 | Partito Democratico                             |
| Antonio Mazzocchi                | Lazio 1                                      |                                                 | Il Popolo della Libertà                         |
| Riccardo Mazzoni                 | Toscana                                      |                                                 | Il Popolo della Libertà                         |
| Giancarlo Mazzuca                | Emilia-Romagna                               |                                                 | Il Popolo della Libertà                         |
| Matteo Mecacci                   | Lazio 2                                      |                                                 | Partito Democratico                             |
| Giovanna Melandri                | Liguria                                      |                                                 | Partito Democratico                             |
| Daniela Melchiorre               | Campania 1                                   |                                                 | Il Popolo della Libertà                         |
| Guido Melis                      | Sardegna                                     |                                                 | Partito Democratico                             |
| Giorgia Meloni                   | Lazio 2                                      |                                                 | Il Popolo della Libertà                         |
| Roberto Menia                    | Friuli-Venezia Giulia                        |                                                 | Il Popolo della Libertà                         |
| Giorgio Merlo                    | Piemonte 1                                   |                                                 | Partito Democratico                             |
| Ricardo Antonio Merlo            | Estero - America meridionale                 |                                                 | Gruppo misto/MAIE                               |
| Maria Paola Merloni              | Marche                                       |                                                 | Partito Democratico                             |
| Ignazio Messina                  | Sicilia 1                                    |                                                 | Italia dei Valori                               |
| Michele Pompeo Meta              | Lazio 1                                      |                                                 | Partito Democratico                             |
| Gianfranco Miccichè              | Sicilia 1                                    |                                                 | Il Popolo della Libertà                         |
| Maurizio Migliavacca             | Emilia-Romagna                               |                                                 | Partito Democratico                             |
| Ivano Miglioli                   | Emilia-Romagna                               |                                                 | Partito Democratico                             |
| Riccardo Migliori                | Toscana                                      |                                                 | Il Popolo della Libertà                         |
| Lorena Milanato                  | Veneto 1                                     |                                                 | Il Popolo della Libertà                         |
| Marco Mario Milanese             | Campania 2                                   |                                                 | Il Popolo della Libertà                         |
| Antonio Milo                     | Campania 1                                   |                                                 | Gruppo misto/MpA                                |
| Antonino Minardo                 | Sicilia 2                                    |                                                 | Il Popolo della Libertà                         |
| Eugenio Minasso                  | Liguria                                      |                                                 | Il Popolo della Libertà                         |
| Marco Minniti                    | Calabria                                     |                                                 | Partito Democratico                             |
| Anna Margherita Miotto           | Veneto 1                                     |                                                 | Partito Democratico                             |
| Antonio Misiani                  | Lombardia 2                                  |                                                 | Partito Democratico                             |
| Aurelio Misiti                   | Calabria                                     |                                                 | Italia dei Valori                               |
| Giustina Mistrello Destro        | Veneto 1                                     |                                                 | Il Popolo della Libertà                         |
| Dore Misuraca                    | Sicilia 1                                    |                                                 | Il Popolo della Libertà                         |
| Silvano Moffa                    | Lazio 1                                      |                                                 | Il Popolo della Libertà                         |
| Federica Mogherini               | Veneto 1                                     |                                                 | Partito Democratico                             |
| Giuseppe Moles                   | Basilicata                                   |                                                 | Il Popolo della Libertà                         |
| Daniele Molgora                  | Lombardia 2                                  |                                                 | Lega Nord                                       |
| Laura Molteni                    | Lombardia 1                                  |                                                 | Lega Nord                                       |
| Nicola Molteni                   | Lombardia 2                                  |                                                 | Lega Nord                                       |
| Carlo Monai                      | Friuli-Venezia Giulia                        |                                                 | Italia dei Valori                               |
| Gabriella Mondello               | Liguria                                      |                                                 | Il Popolo della Libertà                         |
| Alessandro Montagnoli            | Veneto 1                                     |                                                 | Lega Nord                                       |
| Roberto Morassut                 | Lazio 1                                      |                                                 | Partito Democratico                             |
| Chiara Moroni                    | Lombardia 3                                  |                                                 | Il Popolo della Libertà                         |
| Alessia Mosca                    | Lombardia 1                                  |                                                 | Partito Democratico                             |
| Donato Renato Mosella            | Campania 1                                   |                                                 | Partito Democratico                             |
| Carmen Motta                     | Emilia-Romagna                               |                                                 | Partito Democratico                             |
| Giovanni Mottola                 | Emilia-Romagna                               |                                                 | Il Popolo della Libertà                         |
| Emanuela Munerato                | Veneto 1                                     |                                                 | Lega Nord                                       |
| Silvana Mura                     | Emilia-Romagna                               |                                                 | Italia dei Valori                               |
| Delia Murer                      | Veneto 2                                     |                                                 | Partito Democratico                             |
| Bruno Murgia                     | Sardegna                                     |                                                 | Il Popolo della Libertà                         |
| Cristiana Muscardini §           | Lombardia 1                                  |                                                 | Il Popolo della Libertà                         |
| Alessandra Mussolini             | Campania 1                                   |                                                 | Il Popolo della Libertà                         |
| Alessandro Naccarato             | Veneto 1                                     |                                                 | Partito Democratico                             |
| Rolando Nannicini                | Toscana                                      |                                                 | Partito Democratico                             |
| Angela Napoli                    | Calabria                                     |                                                 | Il Popolo della Libertà                         |
| Osvaldo Napoli                   | Piemonte 1                                   |                                                 | Il Popolo della Libertà                         |
| Franco Narducci                  | Estero - Europa                              |                                                 | Partito Democratico                             |
| Giuseppe Naro                    | Sicilia 2                                    |                                                 | Unione di Centro                                |
| Gaetano Nastri                   | Piemonte 2                                   |                                                 | Il Popolo della Libertà                         |
| Giovanna Negro                   | Veneto 1                                     |                                                 | Lega Nord                                       |
| Roberto Nicco                    | Valle d'Aosta                                |                                                 | Gruppo misto/ALD                                |
| Luigi Nicolais                   | Campania 1                                   |                                                 | Partito Democratico                             |
| Massimo Nicolucci                | Campania 1                                   |                                                 | Il Popolo della Libertà                         |
| Fiamma Nirenstein                | Liguria                                      |                                                 | Il Popolo della Libertà                         |
| Settimo Nizzi                    | Sardegna                                     |                                                 | Il Popolo della Libertà                         |
| Carlo Nola                       | Lombardia 3                                  |                                                 | Il Popolo della Libertà                         |
| Francesco Nucara                 | Calabria                                     |                                                 | Gruppo misto (PdL)                              |
| Roberto Occhiuto                 | Calabria                                     |                                                 | Unione di Centro                                |
| Nicodemo Oliverio                | Calabria                                     |                                                 | Partito Democratico                             |
| Giorgio Oppi                     | Sardegna                                     |                                                 | Unione di Centro                                |
| Andrea Orlando                   | Liguria                                      |                                                 | Partito Democratico                             |
| Leoluca Orlando                  | Lazio 1                                      |                                                 | Italia dei Valori                               |
| Andrea Orsini                    | Lombardia 3                                  |                                                 | Il Popolo della Libertà                         |
| Alessandro Pagano                | Sicilia 1                                    |                                                 | Il Popolo della Libertà                         |
| Gianfranco Paglia                | Campania 1                                   |                                                 | Il Popolo della Libertà                         |
| Giovanni Paladini                | Liguria                                      |                                                 | Italia dei Valori                               |
| Antonio Palagiano                | Emilia-Romagna                               |                                                 | Italia dei Valori                               |
| Antonio Palmieri                 | Lombardia 2                                  |                                                 | Il Popolo della Libertà                         |
| Federico Palomba                 | Sardegna                                     |                                                 | Italia dei Valori                               |
| Giuseppe Palumbo                 | Sicilia 2                                    |                                                 | Il Popolo della Libertà                         |
| Maurizio Paniz                   | Veneto 2                                     |                                                 | Il Popolo della Libertà                         |
| Luca Paolini                     | Toscana                                      |                                                 | Lega Nord                                       |
| Alfonso Papa                     | Campania 1                                   |                                                 | Il Popolo della Libertà                         |
| Arturo Parisi                    | Sardegna                                     |                                                 | Partito Democratico                             |
| Massimo Parisi                   | Toscana                                      |                                                 | Il Popolo della Libertà                         |
| Adriano Paroli                   | Lombardia 2                                  |                                                 | Il Popolo della Libertà                         |
| Maria Piera Pastore              | Piemonte 2                                   |                                                 | Lega Nord                                       |
| Carmine Santo Patarino           | Puglia                                       |                                                 | Il Popolo della Libertà                         |
| Gaetano Pecorella                | Lombardia 1                                  |                                                 | Il Popolo della Libertà                         |
| Luciana Pedoto                   | Campania 2                                   |                                                 | Partito Democratico                             |
| Paola Pelino                     | Abruzzo                                      |                                                 | Il Popolo della Libertà                         |
| Vinicio Peluffo                  | Lombardia 1                                  |                                                 | Partito Democratico                             |
| Antonio Pepe                     | Puglia                                       |                                                 | Il Popolo della Libertà                         |
| Mario Pepe                       | Campania 2                                   |                                                 | Partito Democratico                             |
| Mario Pepe                       | Campania 2                                   |                                                 | Il Popolo della Libertà                         |
| Flavia Perina                    | Toscana                                      |                                                 | Il Popolo della Libertà                         |
| Caterina Pes                     | Sardegna                                     |                                                 | Partito Democratico                             |
| Mario Pescante                   | Lazio 1                                      |                                                 | Il Popolo della Libertà                         |
| Giovanna Petrenga                | Campania 2                                   |                                                 | Il Popolo della Libertà                         |
| Savino Pezzotta                  | Lombardia 2                                  |                                                 | Unione di Centro                                |
| Enrico Pianetta                  | Piemonte 1                                   |                                                 | Il Popolo della Libertà                         |
| Guglielmo Picchi                 | Estero - Europa                              |                                                 | Il Popolo della Libertà                         |
| Salvatore Piccolo                | Campania 1                                   |                                                 | Partito Democratico                             |
| Pina Picierno                    | Campania 2                                   |                                                 | Partito Democratico                             |
| Sergio Michele Piffari           | Lombardia 2                                  |                                                 | Italia dei Valori                               |
| Mauro Pili                       | Sardegna                                     |                                                 | Il Popolo della Libertà                         |
| Gianluca Pini                    | Emilia-Romagna                               |                                                 | Lega Nord                                       |
| Francesco Pionati                | Campania 2                                   |                                                 | Unione di Centro                                |
| Ettore Pietro Pirovano           | Lombardia 1                                  |                                                 | Lega Nord                                       |
| Michele Pisacane                 | Campania 1                                   |                                                 | Unione di Centro                                |
| Pino Pisicchio                   | Puglia                                       |                                                 | Italia dei Valori                               |
| Vincenzo Piso                    | Lazio 1                                      |                                                 | Il Popolo della Libertà                         |
| Lapo Pistelli                    | Marche                                       |                                                 | Partito Democratico                             |
| Giancarlo Pittelli               | Calabria                                     |                                                 | Il Popolo della Libertà                         |
| Luciano Pizzetti                 | Lombardia 3                                  |                                                 | Partito Democratico                             |
| Sergio Pizzolante                | Emilia-Romagna                               |                                                 | Il Popolo della Libertà                         |
| Nedo Lorenzo Poli                | Toscana                                      |                                                 | Unione di Centro                                |
| Catia Polidori                   | Veneto 2                                     |                                                 | Il Popolo della Libertà                         |
| Barbara Pollastrini              | Lombardia 1                                  |                                                 | Partito Democratico                             |
| Massimo Polledri                 | Emilia-Romagna                               |                                                 | Lega Nord                                       |
| Massimo Pompili                  | Lazio 1                                      |                                                 | Partito Democratico                             |
| Gaetano Porcino                  | Piemonte 1                                   |                                                 | Italia dei Valori                               |
| Carmelo Porcu                    | Sardegna                                     |                                                 | Il Popolo della Libertà                         |
| Americo Porfidia                 | Campania 2                                   |                                                 | Italia dei Valori                               |
| Fabio Porta                      | Estero - America meridionale                 |                                                 | Partito Democratico                             |
| Giacomo Antonio Portas           | Piemonte 1                                   |                                                 | Partito Democratico                             |
| Stefania Prestigiacomo           | Sicilia 2                                    |                                                 | Il Popolo della Libertà                         |
| Francesco Proietti Cosimi        | Lazio 1                                      |                                                 | Il Popolo della Libertà                         |
| Marco Pugliese                   | Campania 2                                   |                                                 | Il Popolo della Libertà                         |
| Erminio Angelo Quartiani         | Lombardia 1                                  |                                                 | Partito Democratico                             |
| Fabio Rainieri                   | Emilia-Romagna                               |                                                 | Lega Nord                                       |
| Enzo Raisi                       | Emilia-Romagna                               |                                                 | Il Popolo della Libertà                         |
| Fabio Rampelli                   | Lazio 2                                      |                                                 | Il Popolo della Libertà                         |
| Elisabetta Rampi                 | Piemonte 2                                   |                                                 | Partito Democratico                             |
| Roberto Rao                      | Veneto 1                                     |                                                 | Unione di Centro                                |
| Laura Ravetto                    | Lombardia 2                                  |                                                 | Il Popolo della Libertà                         |
| Antonio Razzi                    | Estero - Europa                              |                                                 | Italia dei Valori                               |
| Ermete Realacci                  | Toscana                                      |                                                 | Partito Democratico                             |
| Pier Fausto Recchia              | Lazio 1                                      |                                                 | Partito Democratico                             |
| Marco Reguzzoni                  | Lombardia 2                                  |                                                 | Lega Nord                                       |
| Manuela Repetti                  | Piemonte 1                                   |                                                 | Il Popolo della Libertà                         |
| Lorenzo Ria                      | Puglia                                       |                                                 | Partito Democratico                             |
| Andrea Rigoni                    | Toscana                                      |                                                 | Partito Democratico                             |
| Erica Rivolta                    | Lombardia 2                                  |                                                 | Lega Nord                                       |
| Eugenia Maria Roccella           | Lazio 2                                      |                                                 | Il Popolo della Libertà                         |
| Paolo Romani                     | Lombardia 1                                  |                                                 | Il Popolo della Libertà                         |
| Francesco Saverio Romano         | Sicilia 1                                    |                                                 | Unione di Centro                                |
| Giuseppe Romele                  | Lombardia 2                                  |                                                 | Il Popolo della Libertà                         |
| Andrea Ronchi                    | Lombardia 1                                  |                                                 | Il Popolo della Libertà                         |
| Marco Rondini                    | Lombardia 2                                  |                                                 | Lega Nord                                       |
| Ettore Rosato                    | Friuli-Venezia Giulia                        |                                                 | Partito Democratico                             |
| Sabina Rossa                     | Liguria                                      |                                                 | Partito Democratico                             |
| Luciano Rossi                    | Umbria                                       |                                                 | Il Popolo della Libertà                         |
| Mariarosaria Rossi               | Lazio 1                                      |                                                 | Il Popolo della Libertà                         |
| Roberto Rosso                    | Piemonte 2                                   |                                                 | Il Popolo della Libertà                         |
| Anna Rossomando                  | Piemonte 1                                   |                                                 | Partito Democratico                             |
| Ivan Rota                        | Lombardia 2                                  |                                                 | Italia dei Valori                               |
| Gianfranco Rotondi               | Lombardia 1                                  |                                                 | Il Popolo della Libertà                         |
| Alessandro Ruben                 | Piemonte 2                                   |                                                 | Il Popolo della Libertà                         |
| Simonetta Rubinato               | Veneto 2                                     |                                                 | Partito Democratico                             |
| Salvatore Ruggeri                | Puglia                                       |                                                 | Unione di Centro                                |
| Antonio Rugghia                  | Lazio 1                                      |                                                 | Partito Democratico                             |
| Antonino Russo                   | Sicilia 1                                    |                                                 | Partito Democratico                             |
| Paolo Russo                      | Campania 1                                   |                                                 | Il Popolo della Libertà                         |
| Giuseppe Ruvolo                  | Sicilia 1                                    |                                                 | Unione di Centro                                |
| Stefano Saglia                   | Lombardia 2                                  |                                                 | Il Popolo della Libertà                         |
| Barbara Saltamartini             | Sicilia 2                                    |                                                 | Il Popolo della Libertà                         |
| Matteo Salvini                   | Lombardia 1                                  |                                                 | Lega Nord                                       |
| Gianfranco Sammarco              | Lazio 1                                      |                                                 | Il Popolo della Libertà                         |
| Marilena Samperi                 | Sicilia 2                                    |                                                 | Partito Democratico                             |
| Giovanni Sanga                   | Lombardia 2                                  |                                                 | Partito Democratico                             |
| Luca Sani                        | Toscana                                      |                                                 | Partito Democratico                             |
| Giulio Santagata                 | Campania 1                                   |                                                 | Partito Democratico                             |
| Jole Santelli                    | Calabria                                     |                                                 | Il Popolo della Libertà                         |
| Luciano Sardelli                 | Puglia                                       |                                                 | Gruppo misto/MpA                                |
| Andrea Sarubbi                   | Campania 1                                   |                                                 | Partito Democratico                             |
| Elvira Savino                    | Puglia                                       |                                                 | Il Popolo della Libertà                         |
| Souad Sbai                       | Puglia                                       |                                                 | Il Popolo della Libertà                         |
| Daniela Sbrollini                | Veneto 1                                     |                                                 | Partito Democratico                             |
| Claudio Scajola                  | Liguria                                      |                                                 | Il Popolo della Libertà                         |
| Giuseppe Scalera                 | Campania 1                                   |                                                 | Il Popolo della Libertà                         |
| Giuseppe Scalia                  | Sicilia 1                                    |                                                 | Il Popolo della Libertà                         |
| Michele Scandroglio              | Liguria                                      |                                                 | Il Popolo della Libertà                         |
| Umberto Scapagnini               | Sicilia 2                                    |                                                 | Il Popolo della Libertà                         |
| Lido Scarpetti                   | Toscana                                      |                                                 | Partito Democratico                             |
| Maurizio Scelli                  | Abruzzo                                      |                                                 | Il Popolo della Libertà                         |
| Amalia Schirru                   | Sardegna                                     |                                                 | Partito Democratico                             |
| Domenico Scilipoti               | Sicilia 2                                    |                                                 | Italia dei Valori                               |
| Marina Sereni                    | Umbria                                       |                                                 | Partito Democratico                             |
| Giuseppina Servodio              | Puglia                                       |                                                 | Partito Democratico                             |
| Maria Grazia Siliquini           | Piemonte 1                                   |                                                 | Il Popolo della Libertà                         |
| Giorgio Simeoni                  | Lazio 1                                      |                                                 | Il Popolo della Libertà                         |
| Roberto Simonetti                | Piemonte 2                                   |                                                 | Lega Nord                                       |
| Alessandra Siragusa              | Sicilia 1                                    |                                                 | Partito Democratico                             |
| Francesco Paolo Sisto            | Puglia                                       |                                                 | Il Popolo della Libertà                         |
| Gerardo Soglia                   | Campania 2                                   |                                                 | Il Popolo della Libertà                         |
| Antonello Soro                   | Lombardia 3                                  |                                                 | Partito Democratico                             |
| Roberto Speciale                 | Umbria                                       |                                                 | Il Popolo della Libertà                         |
| Ugo Sposetti                     | Lazio 2                                      |                                                 | Partito Democratico                             |
| Francesco Stagno D'Alcontres     | Sicilia 2                                    |                                                 | Il Popolo della Libertà                         |
| Lucio Stanca                     | Piemonte 2                                   |                                                 | Il Popolo della Libertà                         |
| Maria Elena Stasi                | Campania 1                                   |                                                 | Il Popolo della Libertà                         |
| Stefano Stefani                  | Veneto 1                                     |                                                 | Lega Nord                                       |
| Franco Stradella                 | Piemonte 2                                   |                                                 | Il Popolo della Libertà                         |
| Ivano Strizzolo                  | Friuli-Venezia Giulia                        |                                                 | Partito Democratico                             |
| Giacomo Stucchi                  | Lombardia 2                                  |                                                 | Lega Nord                                       |
| Bruno Tabacci                    | Lombardia 1                                  |                                                 | Unione di Centro                                |
| Vincenzo Taddei                  | Basilicata                                   |                                                 | Il Popolo della Libertà                         |
| Marcello Taglialatela            | Campania 1                                   |                                                 | Il Popolo della Libertà                         |
| Italo Tanoni                     | Puglia                                       |                                                 | Il Popolo della Libertà                         |
| Mario Tassone                    | Calabria                                     |                                                 | Unione di Centro                                |
| Francesco Tempestini             | Veneto 2                                     |                                                 | Partito Democratico                             |
| Lanfranco Tenaglia               | Abruzzo                                      |                                                 | Partito Democratico                             |
| Federico Testa                   | Veneto 1                                     |                                                 | Partito Democratico                             |
| Nunzio Francesco Testa           | Campania 1                                   |                                                 | Unione di Centro                                |
| Piero Testoni                    | Sardegna                                     |                                                 | Il Popolo della Libertà                         |
| Pietro Tidei                     | Lazio 1                                      |                                                 | Partito Democratico                             |
| Gabriele Toccafondi              | Toscana                                      |                                                 | Il Popolo della Libertà                         |
| Walter Tocci                     | Lazio 1                                      |                                                 | Partito Democratico                             |
| Renato Walter Togni              | Piemonte 1                                   |                                                 | Lega Nord                                       |
| Alberto Torazzi                  | Lombardia 3                                  |                                                 | Lega Nord                                       |
| Salvatore Torrisi                | Sicilia 2                                    |                                                 | Il Popolo della Libertà                         |
| Roberto Tortoli                  | Toscana                                      |                                                 | Il Popolo della Libertà                         |
| Daniele Toto                     | Abruzzo                                      |                                                 | Il Popolo della Libertà                         |
| Jean Leonard Touadi              | Lazio 1                                      |                                                 | Italia dei Valori                               |
| Carlo Emanuele Trappolino        | Umbria                                       |                                                 | Partito Democratico                             |
| Michele Traversa                 | Calabria                                     |                                                 | Il Popolo della Libertà                         |
| Mirko Tremaglia                  | Lombardia 2                                  |                                                 | Il Popolo della Libertà                         |
| Giulio Tremonti                  | Lombardia 2                                  |                                                 | Il Popolo della Libertà                         |
| Mario Tullo                      | Liguria                                      |                                                 | Partito Democratico                             |
| Livia Turco                      | Abruzzo                                      |                                                 | Partito Democratico                             |
| Maurizio Turco                   | Lombardia 3                                  |                                                 | Partito Democratico                             |
| Adolfo Urso                      | Veneto 2                                     |                                                 | Il Popolo della Libertà                         |
| Guglielmo Vaccaro                | Campania 2                                   |                                                 | Partito Democratico                             |
| Mario Valducci                   | Lombardia 1                                  |                                                 | Il Popolo della Libertà                         |
| Valentino Valentini              | Veneto 2                                     |                                                 | Il Popolo della Libertà                         |
| Pierguido Vanalli                | Lombardia 2                                  |                                                 | Lega Nord                                       |
| Massimo Vannucci                 | Marche                                       |                                                 | Partito Democratico                             |
| Salvatore Vassallo               | Emilia-Romagna                               |                                                 | Partito Democratico                             |
| Giuseppe Vegas                   | Piemonte 2                                   |                                                 | Il Popolo della Libertà                         |
| Paolo Vella                      | Sardegna                                     |                                                 | Il Popolo della Libertà                         |
| Silvia Velo                      | Toscana                                      |                                                 | Partito Democratico                             |
| Walter Veltroni                  | Lazio 1                                      |                                                 | Partito Democratico                             |
| Cosimo Ventucci                  | Lazio 2                                      |                                                 | Il Popolo della Libertà                         |
| Michele Ventura                  | Toscana                                      |                                                 | Partito Democratico                             |
| Denis Verdini                    | Toscana                                      |                                                 | Il Popolo della Libertà                         |
| Walter Verini                    | Umbria                                       |                                                 | Partito Democratico                             |
| Gianni Vernetti                  | Piemonte 1                                   |                                                 | Partito Democratico                             |
| Santo Versace                    | Calabria                                     |                                                 | Il Popolo della Libertà                         |
| Pasquale Vessa                   | Campania 2                                   |                                                 | Il Popolo della Libertà                         |
| Ludovico Vico                    | Puglia                                       |                                                 | Partito Democratico                             |
| Michele Vietti                   | Piemonte 1                                   |                                                 | Unione di Centro                                |
| Raffaello Vignali                | Lombardia 2                                  |                                                 | Il Popolo della Libertà                         |
| Rosa Maria Villecco              | Calabria                                     |                                                 | Partito Democratico                             |
| Rodolfo Giuliano Viola           | Veneto 2                                     |                                                 | Partito Democratico                             |
| Luigi Vitali                     | Puglia                                       |                                                 | Il Popolo della Libertà                         |
| Elio Vito                        | Toscana                                      |                                                 | Il Popolo della Libertà                         |
| Luca Volontè                     | Lombardia 2                                  |                                                 | Unione di Centro                                |
| Raffaele Volpi                   | Lombardia 2                                  |                                                 | Lega Nord                                       |
| Roberto Zaccaria                 | Lombardia 1                                  |                                                 | Partito Democratico                             |
| Marco Zacchera                   | Piemonte 2                                   |                                                 | Il Popolo della Libertà                         |
| Sandra Zampa                     | Emilia-Romagna                               |                                                 | Partito Democratico                             |
| Elisabetta Zamparutti            | Basilicata                                   |                                                 | Partito Democratico                             |
| Pierfelice Zazzera               | Puglia                                       |                                                 | Italia dei Valori                               |
| Karl Zeller                      | Trentino-Alto Adige                          |                                                 | Gruppo misto/SVP                                |
| Domenico Zinzi                   | Campania 2                                   |                                                 | Unione di Centro                                |
| Marino Zorzato                   | Veneto 1                                     |                                                 | Il Popolo della Libertà                         |
| Angelo Zucchi                    | Lombardia 3                                  |                                                 | Partito Democratico                             |
| Massimo Zunino                   | Liguria                                      |                                                 | Partito Democratico                             |

## Modifiche intervenute

### Modifiche intervenute nella composizione della Camera
- In data 29.04.2008 a Cristiana Muscardini (Il Popolo della Libertà) subentra Giorgio Clelio Stracquadanio (Il Popolo della Libertà).
- In data 22.05.2008 a Nicola Leanza (Movimento per l'Autonomia) subentra Giovanni Roberto Di Mauro (Movimento per l'Autonomia).
- In data 4.06.2008 a Giovanni Roberto Di Mauro (Movimento per l'Autonomia) subentra Ferdinando Latteri (Movimento per l'Autonomia).
- In data 10.06.2008 a Giovanni Alemanno (Il Popolo della Libertà) subentra Annagrazia Calabria (Il Popolo della Libertà).
- In data 3.02.2009 a Carlo Costantini (Italia dei Valori) subentra Augusto Di Stanislao (Italia dei Valori).
- In data 30.04.2009 a Gaspare Giudice (Il Popolo della Libertà) subentra Giacomo Terranova (Il Popolo della Libertà).
- In data 12.05.2009 a Giorgio Oppi (Unione di Centro) subentra Sergio Milia (Unione di Centro).
- In data 9.06.2009 a Sergio Milia (Unione di Centro) subentra Antonio Mereu (Unione di Centro).
- In data 13.07.2009 a Matteo Salvini (Lega Nord) subentra Marco Desiderati (Lega Nord).
- In data 16.02.2010 a Maurizio Balocchi (Lega Nord) subentra Edoardo Rixi (Lega Nord).
- L’11.05.2010 a Elena Maccanti (Lega Nord) subentra Davide Cavallotto (Lega Nord).
- In data 17.05.2010 a Roberto Cota (Lega Nord) subentra Maurizio Grassano (Gruppo misto).
- In data 18.05.2010 a Andrea Gibelli (Lega Nord) subentra Marco Maggioni (Lega Nord).
- In data 27.05.2010 a Stefano Caldoro (Il Popolo della Libertà) subentra Vincenzo D'Anna (Il Popolo della Libertà).
- In data 1º.06.2010 a Marino Zorzato (Il Popolo della Libertà) subentra Elisabetta Gardini (Gruppo misto).
- L’8.06.2010 a Edoardo Rixi (Lega Nord) subentra Gian Carlo Di Vizia (Lega Nord).
- In data 10.06.2010 a Elisabetta Gardini (Gruppo misto) subentra Giorgio Conte (Il Popolo della Libertà).
- In data 30.07.2010 a Matteo Brigandì (Lega Nord) subentra Roberto Zaffini (Lega Nord).
- In data 3.08.2010 a Michele Giuseppe Vietti (Unione di Centro) subentra Deodato Scanderebech (Il Popolo della Libertà).
- In data 15.09.2010 a Luciano Ciocchetti (Unione di Centro) subentra Anna Teresa Formisano, che risulta plurieletta; in seguito alla sua opzione, in data 16.09.2010 subentra Pietro Marcazzan (Unione di Centro).
- In data 22.09.2010 a Marcello Taglialatela (Il Popolo della Libertà) subentra Domenico De Siano (Il Popolo della Libertà).
- In data 19.10.2010 a Roberto Zaffini (Lega Nord) subentra Eraldo Isidori (Lega Nord).
- In data 17.11.2010 a Giuseppe Drago (Noi Sud-I Popolari di Italia Domani) subentra Pippo Gianni (Noi Sud-I Popolari di Italia Domani); lista di elezione è l'Unione di Centro.
- In data 15.12.2010 a Domenico De Siano (Il Popolo della Libertà) subentra Luigi Muro (Il Popolo della Libertà).
- In data 10.01.2011 a Giuseppe Vegas (Il Popolo della Libertà) subentra Valerio Cattaneo (Il Popolo della Libertà).
- L’8.03.2011 a Valerio Cattaneo (Il Popolo della Libertà) subentra Marco Botta (Il Popolo della Libertà).
- In data 18.05.2011 a Marco Botta (Il Popolo della Libertà) subentra Roberto Marmo (Popolo e Territorio); lista di elezione è Il Popolo della Libertà.
- In data 7.06.2011 a Franco Ceccuzzi (Partito Democratico) subentra Tea Albini (Partito Democratico).
- In data 14.07.2011 a Ferdinando Latteri (Movimento per le Autonomie) subentra Sandro Oliveri (Movimento per le Autonomie).
- In data 19.07.2011 a Piero Fassino (Partito Democratico) subentra Francesca Cilluffo (Partito Democratico).
- In data 4.11.2011 a Pietro Franzoso (Il Popolo della Libertà) subentra Luca D'Alessandro (Il Popolo della Libertà).
- In data 14.12.2011 a Luciano Dussin (Lega Nord) subentra Sabina Fabi (Lega Nord).
- In data 16.12.2011 a Nicolò Cristaldi (Il Popolo della Libertà) subentra Pietro Cannella (Il Popolo della Libertà).
- In data 21.12.2011 a Ettore Pirovano (Lega Nord) subentra Fabio Meroni (Lega Nord).
- L’11.01.2012 a Mirko Tremaglia (Futuro e Libertà per l'Italia) subentra Luigi Fabbri (Alleanza per l'Italia); lista di elezione è Il Popolo della Libertà.
- In data 12.01.2012 a Marco Zacchera (Il Popolo della Libertà) subentra Daniele Galli (Il Popolo della Libertà).
- In data 18.01.2012 a Adriano Paroli (Il Popolo della Libertà) subentra Antonio Verro (Il Popolo della Libertà).
- In data 19.01.2012 a Giulio Marini (Il Popolo della Libertà) subentra Angelo Santori (gruppo misto).
- In data 1º.02.2012 a Antonio Verro (Il Popolo della Libertà) subentra Marco Airaghi (Il Popolo della Libertà).
- In data 25.02.2012 a Luigi Nicolais (Partito Democratico) subentra Giuseppe Ossorio (gruppo misto).
- In data 3.04.2012 a Valentina Aprea (Il Popolo della Libertà) subentra Simone Andrea Crolla (Il Popolo della Libertà)
- In data 4.04.2012 a Marco Airaghi (Il Popolo della Libertà) subentra Lino Miserotti (Il Popolo della Libertà)
- In data 7.06.2012 a Antonello Soro (Partito Democratico) subentra Marilena Parenti (Partito Democratico)
- In data 12.06.2012 a Pietro Tidei (Partito Democratico) subentra Mario Adinolfi (Partito Democratico)
- In data 10.07.2012 a Leoluca Orlando (Italia dei Valori) subentra Giuseppe Vatinno (Alleanza per l'Italia)
- In data 7.08.2012 a Marilena Parenti (Partito Democratico) subentra Ezio Zani (Partito Democratico)
- In data 19.12.2012 a Antonino Lo Presti (Futuro e Libertà per l'Italia) subentra Francesco Paolo Lucchese (gruppo misto); lista di elezione è Il Popolo della Libertà.
- In data 22.01.2013 a Giuseppe Gianni (gruppo misto) subentra Domenico Sudano (gruppo misto); lista di elezione è Unione di Centro.

### Modifiche intervenute nella composizione dei gruppi
Il Popolo della Libertà
- In data 9.06.2008 lasciano il gruppo Daniela Melchiorre e Italo Tanoni, che aderiscono al Gruppo misto.
- In data 10.06.2008 Giovanni Alemanno cessa dal mandato parlamentare.
- L’11.06.2008 aderisce al gruppo Annagrazia Calabria, proclamata in sostituzione di Giovanni Alemanno.
- In data 2.09.2008 lascia il gruppo Giorgio La Malfa, che aderisce al gruppo misto.
- In data 2.02.2009 lascia il gruppo Paolo Guzzanti, che aderisce al Gruppo misto.
- In data 28.04.2009 Gaspare Giudice cessa dal mandato parlamentare.
- In data 30.04.2009 aderisce al gruppo Giacomo Terranova, proclamato in sostituzione di Gaspare Giudice.
- In data 29.07.2009 lascia il gruppo Gabriella Mondello, che aderisce all'Unione di Centro.
- In data 26.05.2010 aderisce al gruppo Mario Baccini, proveniente dal Gruppo misto/Repubblicani, Regionalisti, Popolari.
- In data 27.05.2010 Stefano Caldoro cessa dal mandato parlamentare.
- In data 27.05.2010 aderisce al gruppo Vincenzo D'Anna, proclamato in sostituzione di Stefano Caldoro.
- In data 1º.06.2010 Marino Zorzato cessa dal mandato parlamentare.
- In data 1º.06.2010 aderisce al gruppo Elisabetta Gardini, proclamata in sostituzione di Marino Zorzato.
- In data 9.06.2010 Elisabetta Gardini cessa dal mandato parlamentare.
- In data 10.06.2010 aderisce al gruppo Giorgio Conte, proclamato in sostituzione di Elisabetta Gardini.
- In data 30.07.2010 lasciano il gruppo Giuseppe Angeli, Luca Giorgio Barbareschi, Claudio Barbaro, Luca Bellotti, Italo Bocchino, Giulia Bongiorno, Carmelo Briguglio, Antonio Buonfiglio, Giuseppe Consolo, Giorgio Conte, Giulia Cosenza, Benedetto Della Vedova, Aldo Di Biagio, Francesco Divella, Benedetto Fabio Granata, Donato Lamorte, Antonino Lo Presti, Roberto Menia, Silvano Moffa, Angela Napoli, Gianfranco Paglia, Carmine Santo Patarino, Flavia Perina, Catia Polidori, Francesco Proietti Cosimi, Enzo Raisi, Andrea Ronchi, Alessandro Ruben, Souad Sbai, Giuseppe Scalia, Maria Grazia Siliquini, Mirko Tremaglia e Adolfo Urso, che aderiscono a Futuro e Libertà per l'Italia.
- In data 3.08.2010 aderisce al gruppo Deodato Scanderebech, proclamato in sostituzione di Michele Giuseppe Vietti.
- In data 7.09.2010 lascia il gruppo Chiara Moroni, che aderisce a Futuro e Libertà per l'Italia.
- L’8.09.2010 lascia il gruppo Gianfranco Fini, che aderisce a Futuro e Libertà per l'Italia.
- In data 22.09.2010 Marcello Taglialatela cessa dal mandato parlamentare.
- In data 22.09.2010 aderisce al gruppo Domenico De Siano, proclamato in sostituzione di Marcello Taglialatela.
- In data 23.09.2010 lascia il gruppo Deodato Scanderebech, che aderisce all'Unione di Centro.
- In data 23.09.2010 lascia il gruppo Giampiero Catone, che aderisce a Futuro e Libertà per l'Italia.
- In data 27.09.2010 aderisce al gruppo Souad Sbai, proveniente da Futuro e Libertà per l'Italia.
- In data 4.11.2010 lasciano il gruppo Roberto Rosso e Daniele Toto, che aderiscono a Futuro e Libertà per l'Italia.
- In data 17.11.2010 aderisce al gruppo Giuseppe Angeli, proveniente da Futuro e Libertà per l'Italia.
- In data 15.12.2010 Domenico De Siano cessa dal mandato parlamentare.
- In data 15.12.2010 aderisce al gruppo Luigi Muro, proclamato in sostituzione di Domenico De Siano.
- In data 10.01.2011 Giuseppe Vegas cessa dal mandato parlamentare.
- In data 10.01.2011 aderisce al gruppo Valerio Cattaneo, proclamato in sostituzione di Giuseppe Vegas.
- In data 20.01.2011 lasciano il gruppo Vincenzo D'Anna e Mario Pepe, che aderiscono a Iniziativa Responsabile.
- In data 18.02.2011 lasciano il gruppo Giancarlo Lehner, Giovanni Carlo Francesco Mottola, Andrea Orsini, Maria Elena Stasi e Vincenzo Taddei, che aderiscono a Iniziativa Responsabile.
- In data 21.02.2011 lascia il gruppo Gerardo Soglia, che aderisce a Iniziativa Responsabile.
- In data 21.02.2011 aderisce al gruppo Roberto Rosso, proveniente da Futuro e Libertà per l'Italia.
- In data 22.02.2011 aderisce al gruppo Luca Bellotti, proveniente da Futuro e Libertà per l'Italia.
- In data 25.02.2011 lascia il gruppo Carlo Nola, che aderisce a Iniziativa Responsabile.
- L’8.03.2011 Valerio Cattaneo cessa dal mandato parlamentare.
- L’8.03.2011 aderisce al gruppo Marco Botta, proclamato in sostituzione di Valerio Cattaneo.
- In data 22.03.2011 lascia il gruppo Luigi Muro, che aderisce a Futuro e Libertà per l'Italia.
- In data 24.03.2011 aderisce al gruppo Giulia Cosenza, proveniente da Futuro e Libertà per l'Italia.
- In data 18.05.2011 Marco Botta cessa dal mandato parlamentare.
- In data 18.05.2011 aderisce al gruppo Roberto Marmo, proclamato in sostituzione di Marco Botta.
- In data 4.08.2011 lasciano il gruppo Giuseppe Fallica, Ugo Grimaldi, Maurizio Iapicca, Gianfranco Micciché, Marco Pugliese, Francesco Stagno D'Alcontres e Giacomo Terranova, che aderiscono al Gruppo misto.
- In data 7.09.2011 lascia il gruppo Giancarlo Pittelli, che aderisce al Gruppo misto.
- In data 29.09.2011 lascia il gruppo Santo Versace, che aderisce al gruppo misto.
- In data 3.11.2011 lasciano il gruppo Alessio Bonciani e Ida D'Ippolito Vitale, che aderiscono all'Unione di Centro per il Terzo Polo.
- In data 4.11.2011 Pietro Franzoso cessa dal mandato parlamentare.
- In data 7.11.2011 aderisce al gruppo Luca D'Alessandro, proclamato in sostituzione di Pietro Franzoso.
- In data 7.11.2011 lascia il gruppo Gabriella Carlucci, che aderisce all'Unione di Centro.
- In data 10.11.2011 lasciano il gruppo Roberto Antonione, Giustina Mistrello Destro e Fabio Gava, che aderiscono al gruppo misto.
- In data 16.12.2011 Nicolò Cristaldi cessa dal mandato parlamentare.
- In data 16.12.2011 aderisce al gruppo Pietro Cannella, proclamato in sostituzione Nicolò Cristaldi.
- In data 16.12.2011 lascia il gruppo Stefania Craxi, che aderisce al gruppo misto.
- In data 22.12.2011 aderisce al gruppo Carlo Nola, proveniente da Popolo e Territorio.
- L’11.01.2012 Marco Zacchera cessa dal mandato parlamentare.
- L’11.01.2012 aderisce al gruppo Daniele Galli, proclamato in sostituzione di Marco Zacchera.
- In data 17.01.2012 Adriano Paroli cessa dal mandato parlamentare.
- In data 18.01.2012 aderisce al gruppo Antonio Giuseppe Maria Verro, proclamato in sostituzione di Adriano Paroli.
- In data 1º.02.2012 Antonio Giuseppe Maria Verro cessa dal mandato parlamentare.
- In data 2.02.2012 aderisce al gruppo Marco Airaghi, proclamato in sostituzione di Antonio Giuseppe Maria Verro.
- In data 29.02.2012 lascia il gruppo Daniele Galli, che aderisce al gruppo Futuro e Libertà per l'Italia.
- In data 3.04.2012 Valentina Aprea cessa dal mandato parlamentare.
- In data 3.04.2012 aderisce al gruppo Simone Andrea Crolla, proclamato in sostituzione di Valentina Aprea.
- In data 4.04.2012 Marco Airaghi cessa dal mandato parlamentare.
- In data 4.04.2012 aderisce al gruppo Lino Miserotti, proclamato in sostituzione Marco Airaghi.
- In data 16.07.2012, lascia il gruppo Giorgio Clelio Stracquadanio, che aderisce al gruppo misto.
- In data 19.11.2012, aderisce al gruppo Pippo Gianni, proveniente da Popolo e Territorio.
- In data 22.11.2012 lasciano il gruppo Isabella Bertolini, Gaetano Pecorella, Franco Stradella e Roberto Tortoli, che aderisce al gruppo misto.
- In data 7.12.2012, Antonino Salvatore Germanà cessa dal mandato parlamentare.
- In data 7.12.2012, aderisce al gruppo Pier Paolo Pizzimbone, proclamato in sostituzione di Antonino Salvatore Germanà.
- In data 12.12.2012, lascia il gruppo Lino Miserotti, che aderisce al gruppo misto.
- L’8.01.2013, lascia il gruppo Giuliano Cazzola, che aderisce al gruppo misto.
- In data 22.01.2013 Vincenzo Fontana cessa dal mandato parlamentare.
- In data 22.01.2013 Pippo Gianni cessa dal mandato parlamentare.

Partito Democratico
- In data 15.07.2008 aderisce al gruppo Jean Leonard Touadi, proveniente dall'Italia dei Valori.
- In data 27.03.2009 lascia il gruppo Pierluigi Mantini, che aderisce all'Unione di Centro.
- In data 6.04.2009 lascia il gruppo Lorenzo Ria, che aderisce al Gruppo misto.
- In data 5.10.2009 lascia il gruppo Antonio Gaglione, che aderisce al Gruppo misto.
- In data 5.11.2009 lascia il gruppo Massimo Calearo, che aderisce al Gruppo misto.
- In data 10.11.2009 lasciano il gruppo Linda Lanzillotta e Gianni Vernetti, che aderiscono al Gruppo misto.
- L’11.11.2009 lasciano il gruppo Marco Calgaro e Donato Renato Mosella, che aderiscono al Gruppo misto.
- In data 23.11.2009 lascia il gruppo Bruno Cesario, che aderisce al Gruppo misto.
- In data 14.01.2010 lasciano il gruppo Enzo Carra e Renzo Lusetti, che aderiscono all'Unione di Centro.
- In data 15.02.2010 lascia il gruppo Paola Binetti, che aderisce all'Unione di Centro.
- In data 7.06.2011 Franco Ceccuzzi, cessa dal mandato parlamentare.
- In data 7.06.2011 aderisce al gruppo Tea Albini, proclamata in sostituzione di Franco Ceccuzzi.
- In data 19.07.2011 Piero Fassino cessa dal mandato parlamentare.
- In data 20.07.2011 aderisce al gruppo Francesca Cilluffo, proclamata in sostituzione di Piero Fassino.
- In data 7.06.2012 Antonello Soro cessa dal mandato parlamentare.
- In data 7.06.2012 aderisce al gruppo Marilena Parenti, proclamata in sostituzione di Antonello Soro.
- In data 13.06.2012 Pietro Tidei cessa dal mandato parlamentare.
- In data 15.06.2012 aderisce al gruppo Mario Adinolfi, proclamato in sostituzione di Pietro Tidei.
- In data 7.08.2012 Marilena Parenti cessa dal mandato parlamentare.
- In data 7.08.2012 aderisce al gruppo il deputato Ezio Zani, proclamato in sostituzione di Marilena Parenti.
- In data 5.10.2012 Massimo Vannucci cessa dal mandato parlamentare.
- L’8.10.2012 lascia il gruppo Maria Grazia Laganà Fortugno, che aderisce al gruppo misto.
- L’8.10.2012 aderisce al gruppo Francesco Verducci, proclamato in sostituzione di Massimo Vannucci.
- In data 13.11.2012 Giovanna Melandri cessa dal mandato parlamentare.
- In data 13.11.2012 aderisce al gruppo Giovanni Lorenzo Forcieri, proclamato in sostituzione di Giovanna Melandri.
- L’11.01.2013 lascia il gruppo Alessandro Maran che aderisce al gruppo misto.

Lega Nord
- In data 13.07.2009 Matteo Salvini cessa dal mandato parlamentare.
- In data 13.07.2009 aderisce al gruppo Marco Desiderati, proclamato in sostituzione di Matteo Salvini.
- In data 15.02.2010 Maurizio Balocchi cessa dal mandato parlamentare.
- In data 16.02.2010 aderisce al gruppo Edoardo Rixi, proclamato in sostituzione di Maurizio Balocchi.
- L’11.05.2010 Elena Maccanti cessa dal mandato parlamentare.
- L’11.05.2010 aderisce al gruppo Davide Cavallotto, proclamato in sostituzione di Elena Maccanti.
- In data 18.05.2010 Andrea Gibelli cessa dal mandato parlamentare.
- In data 18.05.2010 aderisce al gruppo Marco Maggioni, proclamato in sostituzione di Andrea Gibelli.
- L’8.06.2010 Edoardo Rixi cessa dal mandato parlamentare.
- L’8.06.2010 aderisce al gruppo Gian Carlo Di Vizia, proclamato in sostituzione di Edoardo Rixi.
- In data 17.06.2010 Roberto Cota cessa dal mandato parlamentare.
- In data 30.07.2010 Matteo Brigandì cessa dal mandato parlamentare.
- In data 30.07.2010 aderisce al gruppo Roberto Zaffini, proclamato in sostituzione di Matteo Brigandì.
- In data 19.10.2010 Roberto Zaffini cessa dal mandato parlamentare.
- In data 19.10.2010 aderisce al gruppo Eraldo Isidori, proclamato in sostituzione di Roberto Zaffini.
- In data 14.12.2011 Luciano Dussin cessa dal mandato parlamentare.
- In data 15.12.2011 aderisce al gruppo Sabina Fabi, proclamata in sostituzione di Luciano Dussin.
- In data 21.12.2011 Ettore Pirovano cessa dal mandato parlamentare.
- In data 22.12.2011 aderisce al gruppo Fabio Meroni, proclamato in sostituzione di Ettore Pirovano.
- In data 12.11.2012 lascia il gruppo Angelo Alessandri, che aderisce al gruppo misto.

Unione di Centro
- In data 27.11.2008 lascia il gruppo Francesco Pionati, che aderisce al Gruppo misto.
- In data 27.03.2009 aderisce al gruppo Pierluigi Mantini, proveniente dal Partito Democratico.
- In data 12.05.2009 Giorgio Oppi cessa dal mandato parlamentare.
- In data 12.05.2009 aderisce al gruppo Sergio Milia, proclamato in sostituzione di Giorgio Oppi.
- In data 9.06.2009 aderisce al gruppo Antonio Mereu, proclamato in sostituzione di Sergio Milia.
- In data 29.07.2009 aderisce al gruppo Gabriella Mondello, proveniente da Il Popolo della Libertà.
- In data 21.09.2009 aderisce al gruppo Lorenzo Ria, proveniente dal Gruppo misto.
- In data 10.11.2009 lascia il gruppo Bruno Tabacci, che aderisce al Gruppo misto.
- In data 14.01.2010 aderiscono al gruppo Enzo Carra e Renzo Lusetti, provenienti dal Partito Democratico.
- In data 15.02.2010 aderisce al gruppo Paola Binetti, proveniente dal Partito Democratico.
- In data 3.08.2010 Michele Giuseppe Vietti cessa dal mandato parlamentare.
- In data 14.09.2010 aderisce al gruppo Ricardo Antonio Merlo, proveniente dal Gruppo misto/Liberal Democratici-MAIE.
- In data 15.09.2010 Luciano Ciocchetti cessa dal mandato parlamentare.
- In data 15.09.2010 optà per la circ.ne Lazio 2 Anna Teresa Formisano, proclamata in sostituzione di Luciano Ciocchetti.
- In data 16.09.2010 aderisce al gruppo Pietro Marcazzan in circ.ne Lombardia 3, rimasto vacante in seguito al cambio di circoscrizione di Anna Teresa Formisano.
- In data 23.09.2010 aderisce al gruppo Deodato Scanderebech, proveniente da Il Popolo della Libertà.
- In data 27.09.2010 lascia il gruppo Michele Pisacane, che aderisce al Gruppo misto.
- In data 28.09.2010 lasciano il gruppo Giuseppe Drago, Calogero Mannino, Francesco Saverio Romano e Giuseppe Ruvolo, che aderiscono al Gruppo misto.
- In data 29.03.2011 aderisce al gruppo Marco Calgaro, proveniente dal Gruppo misto/Alleanza per l'Italia.
- In data 21.04.2011 il gruppo modifica la precedente denominazione Unione di Centro in Unione di Centro per il Terzo Polo.
- In data 27.09.2011 lascia il gruppo Deodato Scanderebech, che aderisce a Futuro e Libertà per il Terzo Polo.
- In data 3.11.2011 aderiscono al gruppo Alessio Bonciani e Ida D'Ippolito Vitale, provenienti da Il Popolo della Libertà.
- In data 7.11.2011 aderisce al gruppo Gabriella Carlucci, proveniente da Il Popolo della Libertà.
- In data 5.11.2012 lascia il gruppo Lorenzo Ria, che aderisce al gruppo misto.
- In data 17.01.2013 lascia il gruppo Savino Pezzotta, che aderisce al gruppo misto.

Italia dei Valori
- In data 15.07.2008 lascia il gruppo Jean Leonard Touadi, che aderisce al Partito Democratico.
- In data 7.01.2009 lascia il gruppo Americo Porfidia, che aderisce al Gruppo misto.
- In data 3.02.2009 il deputato Carlo Costantini cessa dal mandato parlamentare.
- In data 3.02.2009 aderisce al gruppo Augusto Di Stanislao, proclamato in sostituzione Carlo Costantini.
- In data 29.07.2009 lascia il gruppo Giuseppe Giulietti, che aderisce al Gruppo misto.
- In data 9.11.2009 lasciano il gruppo Pino Pisicchio e Aurelio Salvatore Misiti, che aderiscono al Gruppo misto.
- In data 9.12.2010 lascia il gruppo Domenico Scilipoti, che aderisce al Gruppo misto.
- In data 9.12.2010 lascia il gruppo Antonio Razzi, che aderisce al Gruppo misto.
- In data 21.12.2011 lascia il gruppo Renato Cambursano, che aderisce al Gruppo misto.
- In data 10.07.2012 Leoluca Orlando cessa dal mandato parlamentare.
- L’8.11.2012 lascia il gruppo Massimo Donadi, che aderisce al gruppo misto.
- In data 13.11.2012 aderisce al gruppo Giuseppe Vatinno, proveniente da Alleanza per l'Italia.
- In data 13.11.2012 lascia il gruppo Aniello Formisano, che aderisce al gruppo misto.
- In data 21.11.2012 lasciano il gruppo Giovanni Paladini e Gaetano Porcino, che aderiscono al gruppo misto.
- In data 22.12.2012 lascia il gruppo Sergio Michele Piffari, che aderisce al gruppo misto.
- In data 10.01.2013 lascia il gruppo David Favia, che aderisce a Diritti e Libertà.

Popolo e Territorio
- In data 20.01.2011 si costituisce il gruppo Iniziativa Responsabile (Noi Sud-Libertà ed Autonomia, Popolari d'Italia Domani-Pid, Movimento di Responsabilità Nazionale-Mrn, Azione Popolare, Alleanza Di Centro-Adc, La Discussione) a seguito dell'adesione di Elio Vittorio Belcastro, Pippo Gianni, Arturo Iannaccone, Antonio Milo, Michele Pisacane, Americo Porfidia, Antonio Razzi, Francesco Saverio Romano, Giuseppe Ruvolo e Luciano Mario Sardelli, provenienti dal gruppo misto/Noi Sud-PID; Massimo Calearo Ciman, Bruno Cesario, Silvano Moffa, Catia Polidori, Domenico Scilipoti, Maria Grazia Siliquini e Giampiero Catone, provenienti dal gruppo misto; Vincenzo D'Anna, Mario Pepe, provenienti da Il Popolo della Libertà; Maurizio Grassano, proveniente dal gruppo misto/Liberal Democratici-MAIE; Francesco Pionati, proveniente dal gruppo misto/Repubblicani, Azionisti, Alleanza di Centro.
- In data 17.02.2011 aderisce al gruppo Paolo Guzzanti, proveniente dal gruppo misto.
- In data 18.02.2011 aderiscono al gruppo Giancarlo Lehner, Giovanni Mottola, Andrea Orsini, Maria Elena Stasi e Vincenzo Taddei, provenienti da Il Popolo della Libertà.
- In data 21.02.2011 aderisce al gruppo Gerardo Soglia, proveniente da Il Popolo della Libertà.
- In data 25.02.2011 aderisce al gruppo Carlo Nola, proveniente da Il Popolo della Libertà.
- In data 16.06.2011 lascia il gruppo Antonio Milo, che aderisce al gruppo misto.
- In data 20.06.2011 lascia il gruppo Mario Pepe, che aderisce al gruppo misto.
- In data 21.06.2011 il gruppo muta denominazione in Iniziativa Responsabile Nuovo Polo (Noi Sud-Libertà ed Autonomia, Popolari d'Italia Domani-Pid, Movimento di Responsabilità Nazionale-Mrn, Azione Popolare, Alleanza Di Centro-Adc, La Discussione).
- In data 22.06.2011 aderisce al gruppo Antonio Milo, proveniente dal gruppo misto.
- In data 7.07.2011 il gruppo muta denominazione in Popolo e Territorio (Noi Sud-Libertà ed Autonomia, Popolari d'Italia Domani-Pid, Movimento di Responsabilità Nazionale–Mrn, Azione Popolare, Alleanza Di Centro-Adc, La Discussione).
- In data 15.10.2011 lascia il gruppo Luciano Mario Sardelli, che aderisce al gruppo misto.
- In data 3.11.2011 lasciano il gruppo Elio Vittorio Belcastro, Arturo Iannaccone e Americo Porfidia, che aderiscono al gruppo misto.
- In data 13.11.2011 lascia il gruppo Gerardo Soglia, che aderisce al gruppo misto.
- In data 22.12.2011 lascia il gruppo Carlo Nola, che aderisce a Il Popolo della Libertà.
- In data 16.05.2012 i deputati Maurizio Grassano e Paolo Guzzanti, lasciano il gruppo per aderire al gruppo misto.
- In data 17.05.2012 il gruppo muta denominazione in POPOLO E TERRITORIO (Noi Sud-Libertà ed Autonomia, Popolari d'Italia Domani-Pid, Movimento di Responsabilità Nazionale-Mrn, Azione Popolare, Alleanza Di Centro-Adc, Democrazia Cristiana).
- In data 19.11.2012 lascia il gruppo Pippo Gianni, che aderisce al gruppo Popolo della Libertà.
- In data 26.11.2012 il gruppo muta denominazione in Popolo e Territorio (Noi Sud-Libertà ed Autonomia, Popolari d'Italia Domani-PID, Movimento di Responsabilità Nazionale-MRN, Azione Popolare, Alleanza di Centro-AdC, Intesa Popolare).
- In data 22.01.2013 aderisce al gruppo Domenico Sudano, proclamato in sostituzione di Pippo Gianni.

Futuro e Libertà per il Terzo Polo
- In data 30.07.2010 si è costituito come gruppo autonomo a seguito dell'adesione di Giuseppe Angeli, Luca Giorgio Barbareschi, Claudio Barbaro, Luca Bellotti, Italo Bocchino, Giulia Bongiorno, Carmelo Briguglio, Antonio Buonfiglio, Giuseppe Consolo, Giorgio Conte, Giulia Cosenza, Benedetto Della Vedova, Aldo Di Biagio, Francesco Divella, Benedetto Fabio Granata, Donato Lamorte, Antonino Lo Presti, Roberto Menia, Silvano Moffa, Angela Napoli, Gianfranco Paglia, Carmine Santo Patarino, Flavia Perina, Catia Polidori, Francesco Proietti Cosimi, Enzo Raisi, Andrea Ronchi, Alessandro Ruben, Souad Sbai, Giuseppe Scalia, Maria Grazia Siliquini, Mirko Tremaglia e Adolfo Urso, provenienti da Il Popolo della Libertà.
- In data 7.09.2010 aderisce al gruppo Chiara Moroni, proveniente da Il Popolo della Libertà.
- L’8.09.2010 aderisce al gruppo Gianfranco Fini, proveniente da Il Popolo della Libertà.
- L’8.09.2010 il gruppo muta denominazione da Futuro e Libertà. Per l'Italia in Futuro e Libertà per l'Italia.
- In data 23.09.2010 aderisce al gruppo Giampiero Catone, proveniente da Il Popolo della Libertà.
- In data 27.09.2010 lascia il gruppo Souad Sbai, che aderisce a Il Popolo della Libertà.
- In data 4.11.2010 aderiscono al gruppo Roberto Rosso e Daniele Toto, provenienti da Il Popolo della Libertà.
- In data 17.11.2010 lascia il gruppo Giuseppe Angeli, che aderisce a Il Popolo della Libertà.
- In data 14.12.2010 lasciano il gruppo Silvano Moffa e Catia Polidori, che aderiscono al gruppo misto.
- In data 15.12.2010 lasciano il gruppo Giampiero Catone e Maria Grazia Siliquini, che aderiscono al gruppo misto.
- In data 21.02.2011 lascia il gruppo Roberto Rosso, che aderisce a Il Popolo della Libertà.
- In data 21.02.2011 lascia il gruppo Luca Giorgio Barbareschi, che aderisce al gruppo misto.
- In data 22.02.2011 lascia il gruppo Luca Bellotti, che aderisce a Il Popolo della Libertà.
- In data 22.03.2011 aderisce al gruppo Luigi Muro, proveniente da Il Popolo della Libertà.
- In data 24.03.2011 lascia il gruppo Giulia Cosenza, che aderisce a Il Popolo della Libertà.
- In data 26.04.2011 il gruppo muta denominazione in Futuro e Libertà per il Terzo Polo.
- In data 15.07.2011 lasciano il gruppo Andrea Ronchi, Giuseppe Scalia e Adolfo Urso, che aderiscono al gruppo misto.
- In data 27.09.2011 aderisce al gruppo Deodato Scanderebech, proveniente dall'Unione di Centro per il Terzo Polo.
- In data 3.11.2011 lascia il gruppo Antonio Buonfiglio, che aderisce al gruppo misto.
- In data 29.02.2012 aderisce al gruppo Daniele Galli, che lascia il gruppo Il Popolo della Libertà.
- In data 19.12.2012 Antonino Lo Presti cessa dal mandato parlamentare.
- In data 16.01.2013 lascia il gruppo Angela Napoli, che aderisce al gruppo misto.

Gruppo misto
Movimento per l'Autonomia
- In data 5.05.2008 si costituisce la componente Movimento per l'Autonomia a seguito dell'adesione di Elio Vittorio Belcastro, Roberto Mario Sergio Commercio, Arturo Iannaccone, Nicola Leanza, Carmelo Lo Monte, Angelo Salvatore Lombardo, Antonio Milo e Luciano Mario Sardelli.
- In data 21.05.2008 Nicola Leanza cessa dal mandato parlamentare.
- In data 22.05.2008 aderisce alla componente Giovanni Roberto Di Mauro, proclamato in sostituzione di Nicola Leanza.
- In data 29.05.2008 Giovanni Roberto Di Mauro cessa dal mandato parlamentare.
- In data 4.06.2008 aderisce alla componente Ferdinando Latteri, proclamato in sostituzione di Giovanni Roberto Di Mauro.
- In data 15.07.2009 la componente muta denominazione da Movimento per l'Autonomia in Movimento per le Autonomie - Alleati per il Sud.
- In data 20.01.2010 lasciano la componente Elio Vittorio Belcastro, Arturo Iannaccone, Antonio Milo e Luciano Mario Sardelli, che aderiscono alla componente Noi Sud/Lega Sud Ausonia.
- In data 12.05.2010 aderisce alla componente Aurelio Salvatore Misiti, proveniente dal gruppo misto/Non iscritti.
- In data 3.02.2011 lascia la componente Aurelio Salvatore Misiti, che aderisce al gruppo misto/Non iscritti.
- In data 14.07.2011 Ferdinando Latteri cessa dal mandato parlamentare.
- In data 15.07.2011 aderisce alla componente Sandro Oliveri, proclamato in sostituzione di Ferdinando Latteri.
- In data 7.06.2012 lascia la componente Carmelo Lo Monte, che aderisce al gruppo misto/Non iscritti.
- In data 19.12.2012 aderisce alla componente Francesco Paolo Lucchese, proclamato in sostituzione di Antonino Lo Presti.

Liberal Democratici - MAIE
- In data 21.07.2008 si costituisce la componente Liberal Democratici - Repubblicani a seguito dell'adesione di Daniela Melchiorre, Francesco Nucara e Italo Tanoni, provenienti dal gruppo misto/Non iscritti.
- In data 22.10.2008 aderisce alla componente Giorgio La Malfa, proveniente dal gruppo misto/Non iscritti.
- In data 20.03.2009 aderisce alla componente Ricardo Antonio Merlo, proveniente dal gruppo misto/Non iscritti.
- In data 22.04.2009 la componente muta denominazione da Liberal Democratici - Repubblicani in Liberal Democratici - MAIE.
- In data 12.05.2009 lasciano la componente Francesco Nucara e Giorgio La Malfa, che aderiscono alla componente Repubblicani, Regionalisti, Popolari.
- In data 7.07.2010 aderisce alla componente Maurizio Grassano, proveniente dal gruppo misto/Non iscritti.
- In data 14.09.2010 lascia la componente Ricardo Antonio Merlo, che aderisce all'Unione di Centro.
- In data 19.01.2011 aderisce alla componente Giorgio La Malfa, proveniente dalla componente Repubblicani, Regionalisti, Popolari.
- In data 20.01.2011 lascia la componente Maurizio Grassano, che aderisce a Iniziativa Responsabile.

Repubblicani, Regionalisti, Popolari
- In data 13.05.2009 si costituisce la componente Repubblicani, Regionalisti, Popolari a seguito dell'adesione di Giorgio La Malfa e Francesco Nucara, provenienti dai Liberal Democratici-Repubblicani; Mario Baccini, proveniente dal gruppo misto/Non iscritti.
- In data 19.05.2010 aderisce alla componente Francesco Pionati, proveniente dal gruppo misto/Non iscritti.
- In data 25.05.2010 lascia la componente Mario Baccini, che aderisce a Il Popolo della Libertà.
- In data 16.09.2010 la componente muta denominazione in Repubblicani, Azionisti, Alleanza di Centro.
- In data 19.01.2011 lascia la componente Giorgio La Malfa, che aderisce alla componente Liberal Democratici - MAIE.
- In data 20.01.2011 la componente cessa: Francesco Pionati aderisce a Iniziativa Responsabile; Francesco Nucara aderisce al gruppo misto/Non iscritti.

Repubblicani - Azionisti
- In data 5.07.2011 si costituisce la componente Repubblicani - Azionisti a seguito dell'adesione di Francesco Nucara, Aurelio Salvatore Misiti e Mario Pepe, proveniente dal gruppo misto/Non iscritti.
- In data 17.01.2011 aderisce alla componente Calogero Mannino, proveniente dal gruppo misto/Non iscritti.
- In data 18.01.2011 lascia la componente Aurelio Salvatore Misiti, che aderisce a Grande Sud.

Centro Democratico
- In data 19.01.2010 si costituisce la componente Alleanza per l'Italia in seguito all'adesione di Massimo Calearo, Marco Calgaro, Bruno Cesario, Linda Lanzillotta, Donato Renato Mosella, Pino Pisicchio, Bruno Tabacci, Giovanni Vernetti.
- In data 28.09.2010 lasciano la componente Massimo Calearo e Bruno Cesario, che aderiscono al gruppo misto/Non iscritti.
- In data 29.03.2011 lascia la componente Marco Calgaro, che aderisce all'Unione di Centro.
- In data 10.07.2012 aderisce alla componente Giuseppe Vatinno, proclamato in sostituzione di Leoluca Orlando.

Il 17.07.2012 lascia la componente Santo Domenico Versace, che aderisce al gruppo misto/Non iscritti.
Il 13.11.2012 lascia la componente Giuseppe Vatinno, che aderisce a Italia dei Valori.
Il 21.12.2012 la componente muta denominazione da Alleanza per l'Italia in Centro Democratico.
Noi Sud Libertà e Autonomia - I Popolari di Italia Domani
- In data 21.01.2010 si costituisce la componente Noi Sud/Lega Sud Ausonia a seguito dell'adesione di Elio Vittorio Belcastro, Arturo Iannaccone, Antonio Milo, Luciano Mario Sardelli, provenienti dal Movimento per l'Autonomia.
- In data 23.02.2010 aderisce alla componente Antonio Gaglione, proveniente dal gruppo misto/Non iscritti.
- In data 7.06.2010 la componente Noi Sud/Lega Sud Ausonia cessa, contemporaneamente alla formazione della componente Noi Sud - Partito Liberale Italiano a seguito dell'adesione di Elio Vittorio Belcastro, Arturo Iannaccone, Antonio Milo, Luciano Mario Sardelli, Antonio Gaglione, Paolo Guzzanti.
- In data 21.10.2010 lascia la componente Paolo Guzzanti, che aderisce al gruppo misto/Non iscritti.
- In data 21.10.2010 la componente Noi Sud - Partito Liberale Italiano cessa, contemporaneamente alla formazione della componente Noi Sud - Popolari di Italia Domani in seguito all'adesione di Elio Vittorio Belcastro, Arturo Iannaccone, Antonio Milo, Luciano Mario Sardelli, Antonio Gaglione, e da Giuseppe Drago, Calogero Mannino, Michele Pisacane, Francesco Saverio Romano, Giuseppe Ruvolo e Americo Porfidia, provenienti dal gruppo misto/non iscritti.
- In data 9.12.2010 aderisce alla componente Antonio Razzi, proveniente dall'Italia dei Valori.
- In data 20.01.2011 la componente cessa: Elio Vittorio Belcastro, Pippo Gianni, Arturo Iannaccone, Antonio Milo, Michele Pisacane, Americo Porfidia, Antonio Razzi, Francesco Saverio Romano, Giuseppe Ruvolo e Luciano Mario Sardelli aderiscono a Iniziativa Responsabile; Antonio Gaglione e Calogero Mannino che aderiscono al gruppo misto/Non iscritti.

Lega Sud Ausonia
- In data 7.11.2011 si costituisce la componente Noi per il Partito del Sud - Lega Sud Ausonia (Grande Sud) a seguito dell'adesione di Elio Vittorio Belcastro, Arturo Iannaccone e Americo Porfidia, provenienti dal gruppo misto.
- In data 21.12.2011 la componente muta denominazione in Noi per il Partito del Sud - Lega Sud Ausonia.

Fareitalia per la Costituente Popolare
- In data 9.11.2011 si costituisce la componente Fareitalia per la Costituente Popolare a seguito dell'adesione di Antonio Buonfiglio, Andrea Ronchi, Giuseppe Scalia e Adolfo Urso, provenienti dal gruppo misto.

Liberali per l'Italia - PLI
- In data 12.11.2011 si costituisce la componente Liberali per l'Italia - PLI a seguito dell'adesione di Roberto Antonione, Giustina Mistrello Destro, Fabio Gava, Giancarlo Pittelli e Luciano Mario Sardelli, provenienti dal gruppo misto.
- In data 14.03.2012 lascia la componente Giancarlo Pittelli, che aderisce alla componente Grande Sud.
- In data 23.03.2012 aderisce alla componente Angelo Santori, proveniente dal gruppo misto.
- In data 17.12.2012 aderiscono alla componente Isabella Bertolini, Gaetano Pecorella, Giorgio Stracquadanio, Franco Stradella e Roberto Tortoli, provenienti dal gruppo dei non iscritti. La componente muta denominazione in Italia Libera - Liberali per l'Italia - Partito Liberale Italiano.
- In data 20.12.2012 la componente muta denominazione in Italia Libera - Popolari Italiani - Popolari per l’Europa - Liberali per l’Italia - Partito Liberale Italiano.

Grande Sud
- In data 18.01.2012 si costituisce la componente Grande Sud - PPA a seguito dell'adesione di Giuseppe Fallica, Ugo Maria Gianfranco Grimaldi, Maurizio Iapicca, Gianfranco Micciché, Marco Pugliese, Francesco Stagno D'Alcontres, Gerardo Soglia, Giacomo Terranova, provenienti dal gruppo misto, e Aurelio Salvatore Misiti, proveniente dalla componente Repubblicani - Azionisti.
- In data 14.03.2012 aderisce alla componente Giancarlo Pittelli, proveniente dalla componente Liberali per l'Italia.

Non iscritti
- Ad inizio legislatura aderiscono alla componente Francesco Nucara (eletto ne Il Popolo della Libertà), Mario Baccini (eletto nell'Unione di Centro) e Ricardo Antonio Merlo (Movimento Associativo Italiani all'Estero).
- In data 9.06.2008 aderiscono al gruppo Daniela Melchiorre e Italo Tanoni, provenienti da Il Popolo della Libertà.
- In data 21.07.2008 lasciano il gruppo Daniela Melchiorre, Francesco Nucara e Italo Tanoni, che aderiscono alla componente Liberal Democratici-Repubblicani.
- In data 2.09.2008 aderisce al gruppo Giorgio La Malfa, proveniente da Il Popolo della Libertà.
- In data 22.10.2008 lascia il gruppo Giorgio La Malfa, che aderisce alla componente politica Liberal Democratici-Repubblicani.
- In data 27.11.2008 aderisce al gruppo Francesco Pionati, proveniente dall'Unione di Centro.
- In data 7.01.2009 aderisce al gruppo Americo Porfidia, proveniente dall'Italia dei Valori.
- In data 2.02.2009 aderisce al gruppo Paolo Guzzanti, proveniente da Il Popolo della Libertà.
- In data 20.03.2009 lascia il gruppo Ricardo Antonio Merlo, che aderisce alla componente Liberal Democratici-Repubblicani.
- In data 6.04.2009 aderisce al gruppo Lorenzo Ria, proveniente dal Partito Democratico.
- In data 13.05.2009 lascia il gruppo Mario Baccini, che aderisce alla componente Repubblicani, Regionalisti, Popolari.
- In data 29.07.2009 aderisce al gruppo Giuseppe Giulietti, proveniente dall'Italia dei Valori.
- In data 21.09.2009 lascia il gruppo Lorenzo Ria, che aderisce all'Unione di Centro.
- In data 5.10.2009 aderisce al gruppo Antonio Gaglione, proveniente dal Partito Democratico.
- In data 5.11.2009 aderisce al gruppo Massimo Calearo, proveniente dal Partito Democratico.
- In data 9.11.2009 aderiscono al gruppo Pino Pisicchio e Aurelio Salvatore Misiti, provenienti dall'Italia dei Valori.
- In data 10.11.2009 aderiscono al gruppo Linda Lanzillotta e Gianni Vernetti, provenienti dal Partito Democratico.
- In data 10.11.2009 aderisce al gruppo Bruno Tabacci, proveniente dall'Unione di Centro.
- L’11.11.2009 aderiscono al gruppo Marco Calgaro e Donato Renato Mosella, provenienti dal Partito Democratico.
- In data 23.11.2009 aderisce al gruppo Bruno Cesario, proveniente dal Partito Democratico.
- In data 19.01.2010 lasciano il gruppo Massimo Calearo, Marco Calgaro, Bruno Cesario, Linda Lanzillotta, Donato Renato Mosella, Pino Pisicchio, Bruno Tabacci e Gianni Vernetti, che aderiscono alla componente Alleanza per l'Italia.
- In data 23.02.2010 lascia il gruppo Antonio Gaglione, che aderisce alla componente Noi Sud.
- In data 12.05.2010 lascia il gruppo Aurelio Salvatore Misiti, che aderisce alla componente Movimento per le Autonomie.
- In data 19.05.2010 lascia il gruppo Francesco Pionati, che aderisce alla componente Repubblicani, Regionalisti, Popolari.
- In data 7.06.2010 lascia il gruppo Paolo Guzzanti, che aderisce alla componente Noi Sud - Partito Liberale Italiano.
- In data 7.07.2010 lascia il gruppo Maurizio Grassano, che aderisce alla componente Liberal Democratici - MAIE.
- In data 27.09.2010 aderisce al gruppo Michele Pisacane, proveniente dall'Unione di Centro.
- In data 28.09.2010 aderiscono al gruppo Giuseppe Drago, Calogero Mannino, Francesco Saverio Romano e Giuseppe Ruvolo, provenienti dall'Unione di Centro.
- In data 28.09.2010 aderiscono al gruppo Massimo Calearo e Bruno Cesario, provenienti dalla componente Alleanza per l'Italia.
- In data 21.10.2010 lasciano il gruppo Giuseppe Drago, Calogero Mannino, Michele Pisacane, Francesco Saverio Romano, Giuseppe Ruvolo nonché Americo Porfidia, che aderiscono alla componente Noi Sud - I Popolari di Italia Domani.
- In data 21.10.2010 aderisce al gruppo Paolo Guzzanti, proveniente dalla componente Noi Sud - Partito Liberale Italiano.
- In data 9.12.2010 aderisce al gruppo Domenico Scilipoti, proveniente dall'Italia dei Valori.
- In data 14.12.2010 aderiscono al gruppo Silvano Moffa e Catia Polidori, provenienti da Futuro e Libertà per l'Italia.
- In data 15.12.2010 aderiscono al gruppo Giampiero Catone e Maria Grazia Siliquini, provenienti da Futuro e Libertà per l'Italia.
- In data 20.01.2011 lasciano il gruppo Massimo Calearo, Bruno Cesario, Silvano Moffa, Catia Polidori, Domenico Scilipoti, Maria Grazia Siliquini e Giampiero Catone, che aderiscono a Iniziativa Responsabile.
- In data 20.01.2011 aderiscono al gruppo Antonio Gaglione e Calogero Mannino, provenienti dalla componente Noi Sud - I Popolari di Italia Domani.
- In data 20.01.2011 aderisce al gruppo Francesco Nucara, proveniente dalla componente Repubblicani, Azionisti, Alleanza di Centro.
- In data 3.02.2011 aderisce al gruppo Aurelio Salvatore Misiti, proveniente dalla componente Movimento per le Autonomie
- In data 17.02.2011 lascia il gruppo Paolo Guzzanti, che aderisce a Iniziativa Responsabile.
- In data 21.02.2011 aderisce al gruppo Luca Giorgio Barbareschi, proveniente da Futuro e Libertà per l'Italia.
- In data 16.06.2011 aderisce al gruppo Antonio Milo, proveniente da Iniziativa Responsabile.
- In data 20.06.2011 aderisce al gruppo Mario Pepe, proveniente da Iniziativa Responsabile.
- In data 22.06.2011 lascia il gruppo Antonio Milo, che aderisce a Iniziativa Responsabile.
- In data 5.07.2011 lasciano il gruppo Aurelio Salvatore Misiti, Francesco Nucara e Mario Pepe, che aderiscono alla componente Repubblicani-Azionisti.
- In data 15.07.2011 aderiscono al gruppo Andrea Ronchi, Giuseppe Scalia e Adolfo Urso, provenienti da Futuro e Libertà per il Terzo Polo.
- In data 4.08.2011 aderiscono al gruppo Giuseppe Fallica, Ugo Maria Gianfranco Grimaldi, Maurizio Iapicca, Gianfranco Micciché, Marco Pugliese, Francesco Stagno D'Alcontres e Giacomo Terranova, provenienti da Il Popolo della Libertà.
- In data 7.09.2011 aderisce al gruppo Giancarlo Pittelli, proveniente da Il Popolo della Libertà.
- In data 29.09.2011 aderisce al gruppo Santo Versace, proveniente da Il Popolo della Libertà.
- In data 15.10.2011 aderisce al gruppo Luciano Mario Sardelli, proveniente da Popolo e Territorio.
- In data 3.11.2011 aderiscono al gruppo Elio Vittorio Belcastro, Arturo Iannaccone e Americo Porfidia, provenienti da Popolo e Territorio; Antonio Buonfiglio, proveniente da Futuro e Libertà per il Terzo Polo.
- In data 9.11.2011 lasciano il gruppo Antonio Buonfiglio, Andrea Ronchi, Giuseppe Scalia e Adolfo Urso, che aderiscono alla componente Fareitalia per la Costituente Popolare.
- In data 7.11.2011 lasciano il gruppo Elio Vittorio Belcastro, Arturo Iannaccone e Americo Porfidia, che aderiscono alla componente Lega Sud Ausonia.
- In data 10.11.2011 aderiscono al gruppo Roberto Antonione, Giustina Mistrello Destro e Fabio Gava, provenienti da Il Popolo della Libertà.
- In data 12.11.2011 aderisce al gruppo Gerardo Soglia, proveniente da Popolo e Territorio.
- In data 12.11.2011 lascia il gruppo Santo Versace, che aderisce alla componente Alleanza per l'Italia.
- In data 12.11.2011 lasciano il gruppo Roberto Antonione, Giustina Mistrello Destro, Fabio Gava, Giancarlo Pittelli e Luciano Mario Sardelli, che aderiscono alla componente Liberali per l'Italia.
- In data 16.12.2011 aderisce al gruppo Stefania Craxi, proveniente da Il Popolo della Libertà.
- In data 21.12.2011 aderisce al gruppo Renato Cambursano, proveniente dall'Italia dei Valori.
- L’11.01.2012 aderisce al gruppo Luigi Fabbri, proclamato in sostituzione del deputato Mirko Tremaglia.
- In data 12.01.2012 lascia il gruppo Luigi Fabbri, che aderisce alla componente Alleanza per l'Italia.
- In data 17.01.2012 lascia il gruppo Calogero Mannino, che aderisce alla componente Repubblicani-Azionisti.
- In data 18.01.2012 lasciano il gruppo Giuseppe Fallica, Ugo Maria Gianfranco Grimaldi, Maurizio Iapicca, Gianfranco Micciché, Marco Pugliese, Gerardo Soglia, Francesco Stagno d'Alcontres e Giacomo Terranova, che aderiscono alla componente Grande Sud - PPA.
- In data 19.01.2012 aderisce al gruppo Angelo Santori, proclamato in sostituzione del deputato Giulio Marini.
- In data 25.02.2012 aderisce al gruppo Giuseppe Ossorio, proclamato in sostituzione del deputato Luigi Nicolais.
- In data 1º.04.2012 lascia il gruppo Angelo Santori, che aderisce alla componente Liberali per l'Italia-PLI.
- In data 16.05.2012 aderiscono al gruppo Maurizio Grassano e Paolo Guzzanti, provenienti da Popolo e Territorio (Noi Sud-Libertà ed Autonomia, Popolari d'Italia Domani-Pid, Movimento di Responsabilità Nazionale-Mrn, Azione Popolare, Alleanza Di Centro-Adc, La Discussione).
- In data 22.05.2012 lasciano il gruppo Antonio Gaglione, Maurizio Grassano e Paolo Guzzanti, che aderiscono alla componente Iniziativa Liberale.
- In data 5.06.2012 aderisce al gruppo Linda Lanzillotta, proveniente da Alleanza per l'Italia.
- In data 7.06.2012 aderisce al gruppo Carmelo Lo Monte, proveniente da Movimento per le Autonomie-Alleati per il sud.
- In data 7.06.2012 aderisce al gruppo Gianni Vernetti, proveniente da Alleanza per l'Italia.
- L’8.10.2012 aderisce al gruppo Maria Grazia Laganà Fortugno, proveniente dal Partito Democratico.
- In data 5.11.2012 aderisce al gruppo Lorenzo Ria, proveniente da Unione di Centro per il Terzo Polo.
- L’8.11.2012 aderisce al gruppo Massimo Donadi, proveniente dall'Italia dei Valori.
- In data 12.11.2012 aderisce al gruppo Angelo Alessandri, proveniente da Lega Nord Padania.
- In data 13.11.2012 aderisce al gruppo Aniello Formisano, proveniente dall'Italia dei Valori.
- In data 21.11.2012 aderiscono al gruppo Giovanni Paladini e Gaetano Porcino, provenienti dall'Italia dei Valori.
- In data 22.11.2012 aderiscono al gruppo Isabella Bertolini, Gaetano Pecorella, Franco Stradella e Roberto Tortoli, provenienti dal Popolo della Libertà.
- In data 28.11.2012 lasciano il gruppo Massimo Donadi, Aniello Formisano, Giovanni Paladini e Gaetano Porcino, che aderiscono alla componente Diritti e Libertà.
- In data 12.12.2012 aderisce al gruppo Lino Miserotti, proveniente dal Popolo della Libertà.
- In data 17.12.2012 lasciano il gruppo Isabella Bertolini, Gaetano Pecorella, Giorgio Stracquadanio, Franco Stradella e Roberto Tortoli, che aderiscono alla componente Liberali per l'Italia-PLI.
- In data 22.12.2012 aderisce al gruppo Sergio Michele Piffari, proveniente dall'Italia dei Valori.
- L’8.01.2013 aderisce al gruppo Giuliano Cazzola, proveniente dal Popolo della Libertà.
- L’11.01.2013 aderisce al gruppo Alessandro Maran, proveniente dal Partito Democratico.
- In data 16.01.2013 aderisce al gruppo Angela Napoli, proveniente da Futuro e Libertà per il Terzo Polo.
- In data 17.01.2013 aderisce al gruppo Savino Pezzotta, proveniente dall'Unione di Centro per il Terzo Polo.
- In data 24.01.2013 aderisce al gruppo Eugenio Randi, proclamato in sostituzione di Vincenzo Fontana.

## Fonti
- Camera dei deputati, gruppi parlamentari, su camera.it. URL consultato il 12 ottobre 2011 (archiviato dall'url originale l'8 marzo 2013).
- Camera dei deputati, modifiche intervenute [collegamento interrotto], su camera.it.